# Racing Club de Lens
Cet article fait partie d'un « bon thème » labellisé en 2012.
Cet article traite de l'équipe masculine. Pour l'équipe féminine, voir Racing Club de Lens (féminines).
Maillots
Actualités
Dernière mise à jour : 3 août 2025.
Le Racing Club de Lens, couramment abrégé en RC Lens, est un club de football français fondé en 1906 et situé à Lens dans le Pas-de-Calais.
Fondé en 1906 sous le nom de Racing Club lensois, le club prend son nom actuel en 1969. En 2023, le club lensois compte deux titres nationaux majeurs à son palmarès : le championnat de France de 1998 et la Coupe de la Ligue en 1999. A l'échelle européenne, le club s'est hissé à trois reprises en Ligue des Champions, lors des saisons 1998-1999, 2002-2003 et 2023-2024, 
atteignant les demi-finales de la Coupe de l'UEFA 2000 avant de remporter la Coupe Intertoto 2005.
Le club joue avec un statut professionnel et cela depuis 1934, malgré une année en amateur entre 1969 et 1970 à la suite de mauvais résultats et de difficultés financières en raison de la crise dans le milieu du charbon et des mines, principal acteur financier du club à l'époque.
Le club a une rivalité régionale avec le LOSC Lille, un autre club nordiste, ce qui laisse place à des derbys attendus des supporters.
Durant la saison 2025-2026, l'équipe première évolue au sein de la Ligue 1. Le club évolue à domicile au Stade Bollaert-Delelis.

## Histoire

### Fondation et débuts (1906-1919)
Malgré une bibliographie abondante sur le Racing Club de Lens publiée depuis les années 2000, la fondation et les débuts du club restent méconnus, avec de nombreux éléments contradictoires selon les ouvrages. Contrairement à la légende, la fondation du club n'est pas liée à la Compagnie des mines de Lens. Il s'agit à l'origine d'un club de commerçants et de petits notables, un temps proche de la municipalité socialiste, qui voient dans ce sport un moyen de distinction sociale, alors que les mineurs de l'époque pratiquent plutôt la gymnastique,. La puissante Compagnie des mines de Lens ne patronnera le club qu'à partir du début des années 1930, amenant à la création d'une section professionnelle en 1934.
Vers 1900, Jules Van den Weghe et Henri Douterlungne, deux ressortissants belges, créent le Club Cyclo-pédestre lensois, premier club sportif à Lens,,,. L'histoire du Club Cyclo-pédestre lensois n'est pas documentée.
Les sources ne s'accordent pas sur la date de fondation du club entre 1905 et 1906. Certaines sources indiquent qu'en 1903, le Cyclo-pédestre lensois créé une section de football pour regrouper les jeunes qui pratiquaient ce sport sur la place Verte (actuelle place de la République),. Cette section football serait devenue indépendante en 1906 (sans date précise) sous le nom de Racing Club lensois. Cependant, dans Racing Club de Lens, un siècle de passion en sang et en or, publié en 2006, les auteurs indiquent que la section football est créée en septembre 1905 et non en 1903, la création de cette section amenant un changement de nom en Racing Club lensois. Le siège est alors situé au café d'Henri Douterlungne, qui serait déjà le siège du Club Cyclo-pédestre lensois, ce qui accréditerait l'hypothèse du changement de nom. Dans RC Lens Cent ans de passion publié en 2005, l'auteur indique également 1905 pour la première évocation du football à Lens. En 1999, le Dictionnaire historique des clubs de football français donnait également 1905 pour la fondation du club,, alors que dès les années 1970, les albums Panini donnaient 1906 comme date de fondation.
A ses débuts, le club ne s'affilie pas à une fédération et joue comme indépendant, comme l'atteste la tenue d'un match à domicile le 7 octobre 1906 contre l'Association sportive héninoise,. L'association est déclarée le 31 décembre 1907, le siège étant toujours au café Douterlungne,,. Le Racing Club lensois s'affilie à l'Union des sociétés françaises de sports athlétiques (USFSA) en octobre 1908, avec couleurs rouge et noir.
En octobre 1913, le Racing Club lensois et l'Union sportive lensoise fusionnent pour former le Club sportif de Lens,.
En 1912, le club joue au parc de la Glissoire. La Première Guerre mondiale et les destructions très lourdes qu'elle provoque dans la commune entraînent l'arrêt des activités du club.[réf. nécessaire]

### Vers le professionnalisme (1919-1934)
Sous l'impulsion du directeur Laroche, directeur du Comité de secours américain, le club renaît à partir de 1919 sous les couleurs bleu ciel et blanche de l'« Union sportive du foyer franco-américain », mais retrouve bientôt son nom originel. L'équipe ne reprend les compétitions officielles qu'en 1922,. Elle compte alors sa première recrue étrangère, l'Italien Nanni.
L'année suivante, Pierre Moglia devient président du club. Celui-ci, en référence à l'occupation espagnole de l'Artois aux XVIe et XVIIe siècles, élabore en 1924 un maillot rayé de rouge et de jaune,,. Incarnation des familles de notables du centre-ville à l'origine des établis de Lens et qui se définissent contre l'identité minière, Moglia fait référence à l'âge d'or de l'Artois lorsqu'elle était encore une province des Pays-Bas espagnols. Durant sa présidence, le club rejoint le stade municipal Raoul-Briquet. Le club gagne le championnat d'Artois en 1926 devant Billy-Montigny et rejoint en 1929 la Division d'Honneur du Nord (DH Nord), le plus haut niveau régional, après un nouveau titre en championnat d'Artois,. Le 6 novembre 1929, la compagnie des mines de Lens acquiert un terrain pour y bâtir un nouveau stade qui deviendra le stade Bollaert.
En janvier 1931, la fédération française de football décide l'adoption du professionnalisme en France. Le premier championnat professionnel a lieu en 1932-1933 mais ne concerne pas le club lensois, qui atteint cette saison-là son meilleur classement dans la DH Nord en se classant deuxième. Toutefois, les dirigeants du club décident de monter un dossier pour intégrer un championnat professionnel dans un futur proche.

### Des premiers titres au retour amateur (1934-1969)
Après un an et demi d'incertitude, le Racing Club de Lens est admis en deuxième division en 1934 et bénéficie pour cela d'un nouveau stade inauguré le 18 juin 1933, confié au club en 1934 et qui prend le nom de Félix Bollaert, président du Conseil d'Administration des mines de Lens, à la mort de celui-ci en 1936. Sous l'impulsion de deux recrues étrangères, le Hongrois Ladislas Smid (dit « Siklo ») et l'Autrichien Anton Marek,, le club pointe à mi-saison en tête avant de finir cinquième. Progressant d'une place l'année suivante, cette saison est marquée par la sélection en équipe de France de deux joueurs du club, Raymond François et Edmond Novicki. Lens devient champion en 1937 devant l'US Valenciennes Anzin et l'AS Saint-Étienne et est alors promu en première division.

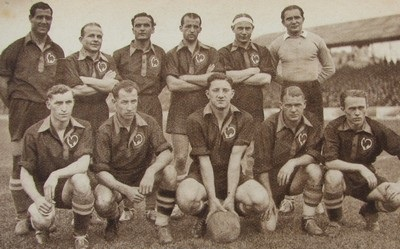
L'équipe du RC Lens lors de la saison 1937-1938.

Lens est septième du championnat en 1939 avant que la deuxième Guerre mondiale n'interrompe le championnat l'année suivante. Le championnat de France est initialement découpé en trois zones : Nord, Sud et interdite. Lens figure dans cette dernière zone et peut conserver la plupart de ses joueurs en raison de leur statut de mineur qui les maintient en France. Vainqueur du championnat de la zone interdite en 1941 et 1942, le club remporte également la finale de zone interdite de la Coupe de France 1942 devant l'Olympique Iris Club lillois avant d'être dominé en finale interzone par le Red Star. Le championnat de France est composé en 1943 en deux groupes Nord et Sud. Pour la zone Nord, le Racing remporte le titre avec 13 points d’avance sur le FC Rouen et le SC Fives. Lors de cette saison, le club établit un record en Coupe de France en gagnant son seizième de finale contre Auby-Asturies par 32 buts à 0, avec 16 buts pour le seul Stanis. Le club gagne la finale de zone une nouvelle fois devant Lille avant de s'incliner contre Bordeaux. L'année suivante, les professionnels de l'équipe lensoise intègrent la formation fédérale Lens-Artois mise en place par le régime de Vichy au sein du championnat de France « fédéral ». La sélection nordiste remporte la compétition malgré un match de retard jamais disputé, tandis que le RC Lens poursuit ses activités en championnat de France amateurs. Dès 1944 ce système centralisé est abandonné, et les joueurs retrouvent leur club d'origine.
Au sortir de la guerre, les houillères sont nationalisées et le budget du club réduit,. Il est relégué en deuxième division en 1947. L'année suivante, malgré sa présence en division inférieure, Lens atteint la finale de la Coupe de France où il affronte le LOSC, alors deuxième du championnat de division 1 et double tenant du titre. Lens égalise à deux reprises grâce à Stanis avant d’être battu à cinq minutes de la fin sur un but de Jean Baratte,. Ce but est contesté par les Lensois en raison d’une faute supposée de Baratte sur Stanislas Golinski,. Mais le club, en remportant son deuxième titre de deuxième division la saison suivante, remonte au premier échelon national.
Pour son retour parmi l'élite, le club reste cantonné pendant trois saisons dans la deuxième moitié du classement du championnat (à cause de problèmes dans le renouvellement de l'effectif) avant de voir ses résultats s'améliorer : il atteint la septième place en 1953 et 1954, puis la troisième en 1955. Avec des joueurs réputés comme le milieu de terrain Xercès Louis, les ailiers Maryan Wisniewski et Michel Stievenard ou le buteur suédois Egon Jönsson recruté en 1954, le RC Lens est vice-champion de France deux années consécutives : en 1956, à un point de l'OGC Nice, et en 1957, à quatre points de l'AS Saint-Étienne,. Parallèlement à ces performances, le club met en place une politique de détection de jeunes prometteurs et remporte la Coupe Gambardella à deux reprises en 1957 et 1958. Moins performant en championnat les années suivantes, malgré l’émergence d'Arnold Sowinski et d'Ahmed Oudjani, le club termine seizième et premier non-relégable en 1959. En coupe, les performances sont meilleures : Lens gagne la Coupe Drago en 1959 aux dépens de Valenciennes par trois buts à deux et en 1960 en dominant Toulon sur le même score. Deux ans plus tard, le Racing participe à la Coupe de l'Amitié, une compétition qui oppose alors des clubs italiens et suisses aux français. Lens gagne la finale contre Torino après avoir dominé l'AS Rome en demi-finale.
En 1960-1961 et en 1961-1962, Lens participe à l'éphémère Coupe anglo-franco-écossaise, perdant la première année contre le club écossais de Clyde 6-1 en score cumulé puis la deuxième année contre Cardiff City 6-2 en score cumulé.
En championnat, le club se classe troisième en 1963-1964 derrière Saint-Étienne et Monaco. Le club dispose cette saison-là de la meilleure attaque du championnat, à égalité avec Saint-Étienne avec 71 buts, grâce notamment à Georges Lech et Ahmed Oudjani, meilleur marqueur du championnat avec trente réalisations,. Oudjani compile 93 buts dans sa carrière lensoise, ce qui en fait le meilleur buteur de l’histoire du club avec Maryan Wisniewski. Malgré une victoire en Coupe Drago en 1965, les performances du club sont ensuite en régression parallèlement à l'activité déclinante des houillères et à la situation financière inquiétante,. Lens descend en deuxième division en 1968, ce qui entraîne le départ de plusieurs joueurs dont Lech,. En 1969, les houillères, en déficit chronique, arrêtent de soutenir financièrement le club. Le 13 mai de la même année, les dirigeants du club décident d'abandonner le professionnalisme ; le RC Lens doit évoluer dès lors en Championnat de France amateur,.

### De la reconstruction aux nouvelles difficultés financières (1969-1988)
Alors que l'affluence du stade s'est réduite,, le Racing Club de Lens dispute le championnat de France amateur, au sein du groupe Nord. Entraîné par Arnold Sowinski qui a comme directeur sportif Henri Trannin, le club bénéficie du soutien du maire de Lens, André Delelis, qui négocie le rachat du stade Bollaert aux Houillères pour un franc symbolique,. Grâce à sa quatrième place en championnat, le club remonte en deuxième division en 1971.

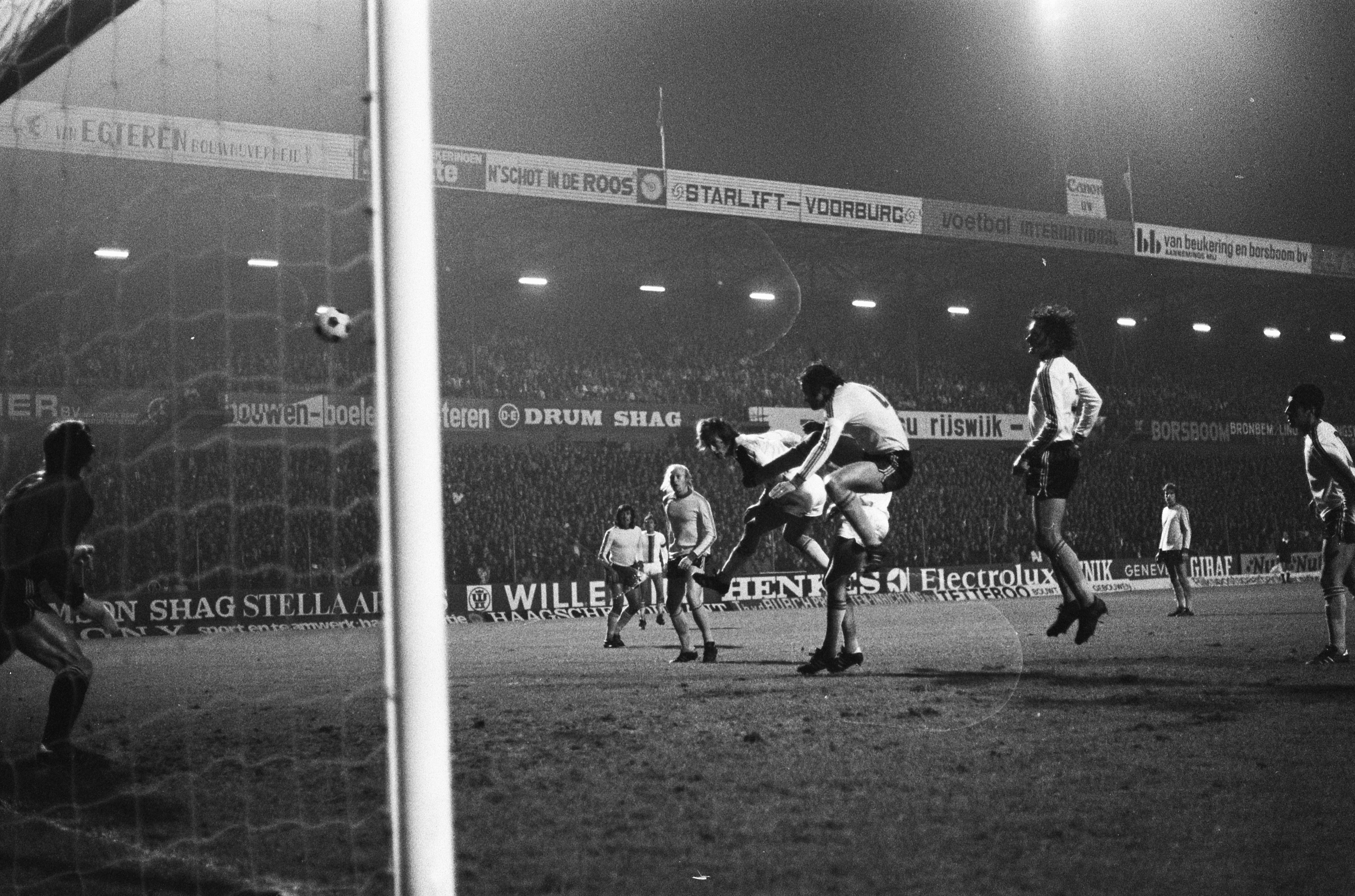
Match La Haye-RC Lens lors de la Coupe des Coupes 1976.

Aidé par les recrues polonaises que sont Eugeniusz Faber et Ryszard Grzegorczyk, le club atteint les demi-finales de la Coupe de France 1972, battu lors de la double confrontation par le Sporting Étoile Club de Bastia (3-0, 0-2), puis obtient l'année suivante le titre de champion de deuxième division,. En 1975, le RC Lens dispute sa deuxième finale de Coupe de France. Opposés à l'AS Saint-Étienne, les Lensois s'inclinent par deux buts à zéro, deux réalisations signées Oswaldo Piazza puis Jean-Michel Larqué sur une reprise de volée,. Saint-Étienne réalisant le doublé coupe-championnat, Lens est qualifié pour disputer la Coupe des Coupes, sa première compétition européenne,. Après une qualification aux dépens du Home Farm Dublin (1-1, 6-0), Lens est battu par le FC La Haye en huitièmes de finale (3-2, 3-1).
Sous l'impulsion de son milieu de terrain, considéré comme « le meilleur de France », le RC Lens termine la saison suivante à la deuxième place du championnat à 9 points du FC Nantes,. Cette deuxième place convaincante vaut au club d'être cité en exemple par la presse sportive d'un retour au sommet réussi. Enregistrant l'arrivée du Nordiste et international Français Didier Six en provenance de l'US Valenciennes-Anzin, le club dispute la Coupe de l'UEFA. Après avoir éliminé les Suédois de Malmö FF, la Lazio Rome est l'adversaire des Lensois en seizièmes de finale. Lors du match aller disputé en Italie, les Romains s'imposent deux à zéro. Au retour, Didier Six, grâce à un doublé, permet à Lens d'aller en prolongations. Auteurs alors de 4 buts inscrits par Bousdira, Six à nouveau et un doublé de Moncef Djebali, les Lensois s'imposent finalement par six à zéro,, et se qualifient pour les huitièmes de finale où ils sont dominés par le FC Magdebourg (4-0, 0-2). Le vestiaire est cependant divisé et les résultats s'en ressentent en championnat. Le RC Lens termine en effet dix-huitième et premier relégable.
Lens ne reste qu'une saison au niveau inférieur. Deuxième de son groupe, l'équipe menée par Roger Lemerre, qui a succédé à Sowinski au poste d'entraîneur, élimine l'Olympique avignonnais puis gagne le barrage d'accession contre le Paris FC aux tirs au but. Après trois saisons dans le ventre mou du championnat et une demi-finale de Coupe de France perdue contre Bastia en 1981 (2-0, 1-0), Lens, avec comme nouvel entraîneur Gérard Houllier, se classe quatrième du championnat en 1983 et se qualifie pour une nouvelle Coupe de l'UEFA. N'y rencontrant que des clubs belges, Lens élimine La Gantoise puis le Royal Antwerp avant d'être dominé en huitièmes de finale par Anderlecht (1-1, 1-0). Le but lensois inscrit à Bollaert l'est sur une passe en retrait destinée au gardien belge Jacky Munaron qui est détournée dans son but à cause d'un caillou lancé par un supporter depuis les tribunes,,. Les joueurs principaux de l'équipe sont alors les champions olympiques de 1984 Brisson, Xuereb, Sénac ainsi que Philippe Vercruysse, tous internationaux français.
Houllier quitte le club en 1985 pour rejoindre le Paris Saint-Germain et est remplacé par Joachim Marx. Cinquième pour sa première saison,, Lens est éliminé dès le premier tour de la Coupe de l'UEFA l'année suivante par Dundee United et rétrograde les saisons suivantes dans le classement du championnat en raison d'un déficit financier du club, contraint de vendre ses meilleurs éléments,. Au début de la saison 1988-1989, le RC Lens se retrouve à la dernière place du championnat, ce qui entraîne la démission du président Jean Honvault le 21 août 1988. Trois jours plus tard, Gervais Martel est nommé président du club.

### Nouveau président, grande ambition (1988 à 1997)
La fin des années 1980 est compliquée pour les finances du club. Des grands noms quittent le navire et les résultats sportifs chutent. Les entraîneurs se succèdent sans résultats probants. Le chaos pousse Jean Honvault, président en place, à démissionner le 21 août 1988 alors que le club est dernier de Division 1. Le club mise alors sur un jeune chef d’entreprise de la région de 33 ans, Gervais Martel.
Nommé à la présidence du club le 24 août 1988, il arrive dans un club malade et relégué. Deux années au deuxième échelon avant de regagner l’élite grâce aux rétrogradations administratives de Nice et Bordeaux.
Lens compte sur ses jeunes du centre de formation tel qu’Éric Sikora, Jean-Guy Wallemme ou Cyril Magnier. Le club cherche de l’expérience et fait signer Bernard Lama, José-Karl Pierre-Fanfan ou Roger Boli.
Le club avance doucement mais sereinement. En 1994, Lens atteint la demi-finale de Coupe de France. En championnat, le RCL se positionne bien et finit à deux reprises à la cinquième place en 1995 et 1996. Ce qui permet au club de retrouver la Coupe de l’UEFA.
Malgré les bonnes prestations, le club rechute au classement. Roger Lemerre fait de Daniel Leclercq son adjoint en mars 1997. Lens sauve sa place en Division 1.

### Pour l'Histoire (1997 à 1999)
| \| Warmuz 1 Lachor 3 Wallemme 8 Magnier 4 Sikora 2 Déhu 13 Debève 7 Ziani 10 Šmicer 19 Vairelles 11 Drobnjak 9 \| Équipe-type de la saison 1997-1998. |
| Warmuz 1 Lachor 3 Wallemme 8 Magnier 4 Sikora 2 Déhu 13 Debève 7 Ziani 10 Šmicer 19 Vairelles 11 Drobnjak 9                                           |

Fin de saison 1996-1997 décevante, de nombreux réglages sont entrepris. Le stade Félix Bollaert finit d’être rénové pour accueillir la Coupe du monde de football 1998, et Daniel Leclercq passe d’adjoint à entraîneur de l’équipe. Il fait venir Stéphane Ziani et Anton Drobnjak afin de créer une nouvelle dynamique au sein de l’effectif.
La saison 1997-1998 est l’année de la réussite lensoise. Le club atteint la finale de Coupe de France et la demi-finale de Coupe de la Ligue, mais toutes deux perdues face au Paris Saint-Germain.
Cela n’affecte pas les joueurs de Daniel Leclercq qui survolent le classement. La saison se termine à Auxerre, le 9 mai 1998, sur un match nul qui offre le premier titre de champion de France au Racing Club de Lens. Champion avec 68 points, devant le FC Metz et ses 68 points également. C’est le goal-average qui départagera les deux clubs, favorable au RCL.
La nuit du 9 au 10 mai 1998, les joueurs lensois rentrent à Lens, où plus de 30 000 supporters les attendent au stade Félix Bollaert pour célébrer le titre le plus important du club.
Ce titre permet au RCL de découvrir la Ligue des champions. Pour une première participation, la formation lensoise rencontre le Dinamo Kiev, le Panathinaïkos et Arsenal. Ce dernier sera battu par Lens au stade Wembley devant 73 000 personnes, le 25 novembre 1998. Le RCL restera le seul club français à avoir gagné dans l’ancienne enceinte londonienne.
Cette même saison, Lens remporte sa première Coupe de la Ligue face au FC Metz sur le score de 1 à 0, but de Daniel Moreira.

### De l’Europe à l’erreur (1999 à 2011)
La saison 1999-2000 débute dans la difficulté (8 points sur 24). Daniel Leclercq cède sa place à François Brisson durant l’automne 1999. Malgré cette entame de championnat, Lens brille en UEFA. Bien que battus (1-2) par Kaiserslautern à Bollaert en 1/16 de finale aller, les Lensois s'imposent en Allemagne au match retour (1-4) et se qualifient pour le printemps européen pour la première fois de l'histoire du club. Lors des tours suivants, le club passe face à l’Atlético Madrid et au Celta Vigo avant d’être stoppé par Arsenal, aux portes de la finale. Cette ferveur européenne fait finir Lens à la cinquième place du championnat.
Lors de la saison 2001-2002, Joël Muller récupère un effectif fatigué d’une saison 2000-2001 à jouer le maintien. Cependant, les joueurs débutent cette nouvelle saison dans les meilleures conditions. 28 journées à la première place avant une défaite au stade de Gerland, face à l’Olympique Lyonnais, lors de la dernière journée, plaçant Lens en deuxième place, celle de vice-champion.
En 2002, le club inaugure le Centre technique et sportif de La Gaillette.
Lors de la saison 2002-2003, l’hymne de la Ligue des Champions résonne de nouveau à Bollaert, notamment face au Milan AC et La Corogne. Reversé en cours de saison en Coupe de l’UEFA, Lens sort dès les seizièmes de finale face au FC Porto.
Les participations en Coupe de l’UEFA et les bonnes prestations en championnat s’enchainent.
Mais à l’aube de la saison 2007-2008, Guy Roux est nommé entraîneur du RCL. Après cinq journées de championnat, il quitte son poste pour être remplacé en urgence par Jean-Pierre Papin, avec le soutien de Daniel Leclercq en directeur technique. Le club se hisse en finale de Coupe de la Ligue mais perd face au Paris Saint-Germain 2 à 1. Côté championnat, la dernière journée envoie Lens en Ligue 2 après un résultat nul face aux Girondins de Bordeaux.
Jean-Guy Wallemme est nommé entraîneur. Le club finit champion de Ligue 2 lors de la saison 2008-2009. De retour dans l’élite, la saison 2009-2010 remet Lens à la onzième place au classement final.
Le club pense revenir sans trop de difficultés dans les premières places de Ligue 1 mais la saison 2010-2011 plonge le club dans la réalité et fait connaître une deuxième relégation en 3 ans.

### Du Crédit Agricole à Hafiz Mammodov (2012 à 2015)
De nouveau en Ligue 2, le club connaît des difficultés financières. Gervais Martel décide de vendre des parts au Crédit agricole. La saison 2011-2012 est catastrophique avec un maintien acquis lors de la dernière journée. Le Crédit agricole écarte Gervais Martel et fait appel à Luc Dayan afin d’occuper la fonction de président du RC Lens. Sa mission, maintenir le club financièrement et sportivement.
Un espoir financier renaît en 2013. En effet, Gervais Martel convainc le Crédit agricole de revendre le club à un investisseur azerbaïdjanais, Hafiz Mammadov. Des fonds rentrent dans les caisses du club, Antoine Kombouaré rejoint le banc lensois et parvient à faire monter le club en Ligue 1 à l’issue de la saison 2013-2014.
Mais à l’entame de la saison 2014-2015, les fonds d’Hafiz Mammadov ne parviennent plus au club, et de plus, l’équipe est contrainte de jouer ces matchs à domicile au stade de la Licorne à Amiens, pour cause de rénovation du stade Bollaert-Delelis dans le cadre de l’Euro 2016. Le club est interdit de recrutement et passe sa saison avec les moyens du bord. La relégation est inévitable et un retour en Ligue 2 est acté.

### L’apaisement et de nouveaux défis (2016 à 2019)
Après le fiasco Mammadov, le tribunal de commerce de Paris cède le club au projet luxembourgeois de Solférino à 65,4% et à l’Atlético Madrid à 34,6%. La société Solférino est détenue à 89,1% par une société luxembourgeoise nommé J4A Holdings II SARL et est la propriété de Joseph Oughourlian, homme d’affaires français, fondateur du fonds d’investissement Amber Capital. L’autre homme fort de ce projet est Ignacio Aguillo qui possède 8,9% du capital et est responsable du développement international de l’Atlético Madrid.
Sur le plan sportif, la saison 2017-2018 débute sur sept défaites consécutives et provoque le départ forcé de l’entraîneur en place, Alain Casanova. Éric Sikora est appelé pour prendre la relève et parvient à maintenir le club en Ligue 2, finissant à la 14e place.
Le 16 juin 2018, Gervais Martel quitte définitivement toute fonction au club et cède la place de président à Joseph Oughourlian. Philippe Montanier prend la fonction d’entraîneur et possède l’objectif de ramener le club en Ligue 1 en deux saisons.
Lors de la saison 2018-2019, le club fait bonne figure mais finit à la cinquième place, synonyme de play-offs. Lens rencontre d’abord le Paris FC et sorte victorieux 1 à 1, 5 à 4 aux tirs au but. Deuxième match face à Troyes et Lens fait céder les troyens en prolongations sur le score de 2 à 1.
Lens est en barrage d’accession en Ligue 1 face au Dijon FCO. Après un match nul à domicile lors du match aller, la défaite attend le RCL au match retour, empêchant Lens d’accéder à l’élite et se voit repartir pour une cinquième année consécutive en Ligue 2.

### Retour en Ligue 1 (depuis 2020)
La saison 2019-2020 débute et Lens se place directement comme un des favoris à la montée. Le club finit l’année 2019 en tant que champion d’automne de Ligue 2. La deuxième partie de saison reprend sur un mauvais rythme, Philippe Montanier est démis de ses fonctions et remplacé par Franck Haise. Mais la saison est stoppée quelques semaines après pour cause de pandémie de Covid-19, qui signe l'arrêt des championnats de football professionnels français.
Le 30 avril 2020, la LFP décide officiellement de mettre un terme aux championnats de football professionnels français pour la saison 2019-2020 et bloque les classements lors des dernières journées de championnat jouées. Le RCL occupant la deuxième place de Ligue 2, le club se voit promu en Ligue 1 pour la saison 2020-2021.
Au terme de la saison 2020-2021, le RCL se classe septième avec 57 points. Pour son retour en Ligue 1, le club manque de peu la qualification en Ligue Europa Conférence.
Début octobre 2021, après le premier quart du championnat 2021-2022, soit neuf journées, le club lensois s'installe à la deuxième place derrière le PSG, six points derrière lui et deux points devant le troisième, l'OGC Nice. Avec 62 points, le RCL atteint de nouveau la septième place à la fin de la saison 2021-2022.

#### Saison 2022-2023: deuxième place et Ligue des Champions
Lors de la saison 2022-2023, Lens réalise une excellente saison à l'image de ses succès face aux cadors de Ligue 1, avec notamment une victoire le 1er janvier 2023 face au PSG (3-1) grâce à des buts de Frankowski, Openda et Claude-Maurice en devenant la première équipe à vaincre le club de la capitale, qui était invaincu depuis le début de la saison. Lors de ce match, l'équipe arbore un maillot spécial, à l'occasion de la fête de la Sainte-Barbe, considérée comme la patronne des mineurs.
Le RCL remporte dix matchs sur dix à domicile lors de la première partie de saison. A l’issue de la phase aller, le club est deuxième du championnat à 44 points et à 3 points du leader parisien.
Le 6 mai 2023, Lens s'impose face à l'OM (2-1), concurrent direct pour le podium et la qualification en Ligue des Champions. Lens s'impose ensuite face à Reims (2-1), Lorient (1-3) et l'AC Ajaccio (3-0), ce dernier match leur assurant la deuxième place et la qualification directe pour la Ligue des Champions.
Le club finit vice-champion de France avec 84 points, un record pour celui-ci, à seulement 1 petit point du PSG.

#### Saison 2023-2024
En septembre 2023, Side Invest (société d'investissement régionale public consacrée à l'industrie du divertissement dans les Hauts-de-France réunissant la Région Hauts-de-France, l’association familiale Mulliez et l’IRD), acquiert 13% du capital du club.
Qualifié directement pour les phases de groupe de la Ligue des champions de l'UEFA 2023-2024, les lensois se retrouvent dans un groupe relevé en compagnie d'Arsenal, du PSV Eindhoven et du Séville FC et font figure d'outsider. Le 3 octobre 2023, pour son premier match en Champions League à domicile depuis 21 ans, Lens crée l'exploit en battant le favori Arsenal (2-1). Le 29 novembre 2023, le RC Lens est battu par Arsenal (6-0) à l'Emirates Stadium lors de la cinquième journée de poules de Ligues des Champions. Il s'agit alors de la plus large défaite d'un club français en Ligue des champions. Lors du dernier match contre le Séville FC, les lensois s'imposent néanmoins en toute fin de match et terminent à une honorable troisième place, leur permettant ainsi de continuer leur aventure européenne en Ligue Europa. Le 22 février 2024, Lens est éliminé en barrages de la Ligue Europa après une double confrontation face au club de Bundesliga, le SC Fribourg.

## Identité

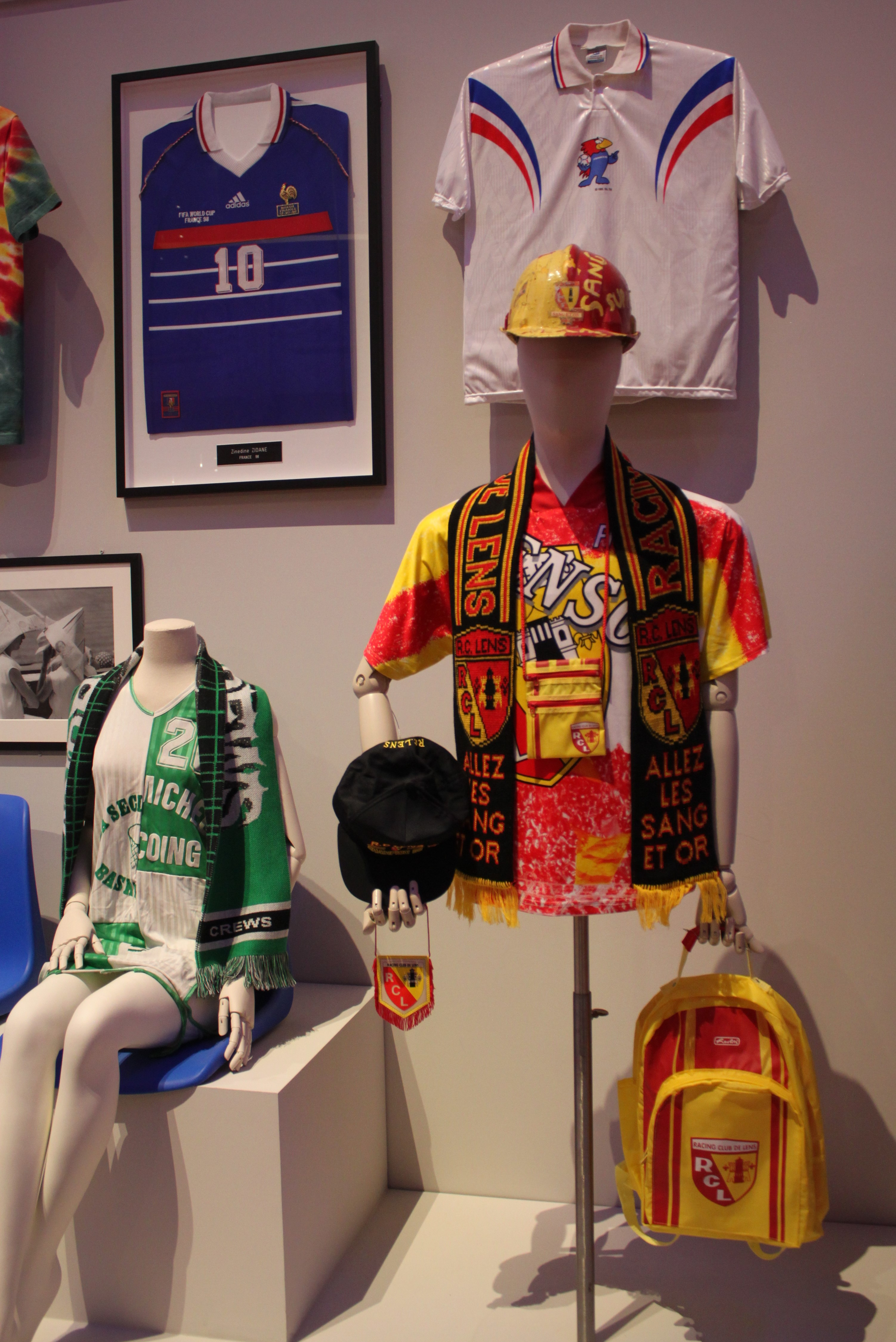
Maillots de football. Exposition « Mode et sport. D’un podium à l’autre », musée des Arts décoratifs, Paris, 2023-2024

### Maillots et couleurs
Depuis plusieurs années, le Racing Club de Lens arbore une tenue aux couleurs rouge et jaune. Mais dans les premières années d'existence du club, les couleurs n'étaient pas les mêmes.
L'association choisit comme couleurs le vert et le noir pour les maillots, le vert pour rappeler la place Verte et le noir pour le charbon des houillères.
Le Le club joue sur un terrain que met à disposition la Compagnie des mines de Lens avec un nouveau maillot à damier mais en y insérant du rouge et du noir,. Ce maillot ne reste en vigueur qu'un an avant de devenir noir avec les lettres RCL peintes dessus en blanc,.
À la création du club les couleurs sont le noir (couleur du charbon) et le vert (en référence à la place Verte de Lens, où se déroulent les premières rencontres[source insuffisante]). Après la Première Guerre mondiale, le club adopte les couleurs du foyer franco-américain, créé en 1919 par monsieur Laroche, directeur du Comité de secours américain, qui est à l'origine de la réhabilitation du club. Le club adopte un maillot bleu ciel, un short blanc et des chaussettes de couleur rouge.
En 1923, apparaissent les couleurs sang et or, après la nomination de Pierre Moglia à la présidence. La légende raconte que Moglia choisit ces couleurs en référence au drapeau de l'Espagne. En effet, c'est en passant devant les ruines de l'église Saint-Léger, l'un des derniers vestiges de la domination espagnole[source insuffisante], qu'il eut cette idée. Une autre légende veut que les couleurs proviennent des mines de charbon : le rouge pour le sang des mineurs et l'or pour le charbon qui était précieux à l'époque.
Pendant plus de 85 ans, les motifs se succèdent, mais les couleurs restent. Après les bandes verticales de 1924 à 1931, le rouge devient dominant de 1931 à 1951. En 1955, le logo du club apparaît pour la première fois sur le maillot[source insuffisante].
| 1906-1907 | 1919-1924 | 2010-2011 | 2012-2013 |

| Dates       | Équipementiers | Sponsors maillots   |
| ----------- | -------------- | ------------------- |
| 1969-1972   | Le Coq sportif | /                   |
| 1972-1974   | Le Coq sportif | Carrefour           |
| 1974-1975   | Adidas         | Carrefour           |
| 1975-1983   | Adidas         | Europe 1            |
| 1983-1989   | Adidas         | Auchan              |
| 1989-1993   | Adidas         | Shopi Crédit Mutuel |
| 1993-1994   | Adidas         | Shopi               |
| 1994-1996   | Olympic        | Shopi               |
| 1996-1997   | Umbro          | Shopi               |
| 1997-1998   | Umbro          | KIA Motors          |
| 1998-2001   | Umbro          | OLA                 |
| 2001-2006   | Nike           | Orange              |
| 2006-2007   | Nike           | LG                  |
| 2007-2009   | Nike           | Invicta             |
| 2009-2011   | Reebok         | Invicta             |
| 2011-2013   | Adidas         | Invicta             |
| 2013-2014   | Adidas         | Land of Fire        |
| 2014-2016   | Umbro          | Land of Fire        |
| 2016-2018   | Umbro          | Auchan              |
| 2018-2021   | Macron         | Auchan              |
| depuis 2021 | Puma           | Auchan              |

### Logos
En 1955, Maurice Denis dessine le blason du club. Sur fond noir, une lampe jaune et des rayons de lumière rouge se détachent et sont surmontés du sigle RCL. Ce blason montre la volonté du club d'être le porte-parole des mineurs.
L'actuel blason représente les couleurs sang et or avec une lampe de mineur, et un château entouré de deux fleurs de lys qui sont les armoiries de la ville de Lens.
Bien que la forme globale du blason n'aie pas changé depuis 1979, des détails ont été modifiés, notamment l'ajout de l'année de création du club en 2001, puis une modernisation en 2014, avec une nouvelle police de caractère pour les initiales du club, la simple présence de l'année de création du club et une réctification des couleurs, ainsi que des contours.

1955-1968
1969-1979
1979-2001[Note 7],[50]
2001-2014
Depuis 2014.
120e anniversaire 2025-2026

## Bilan sportif

### Palmarès
Le club compte à son palmarès plusieurs distinctions dont un championnat de France de football acquit en 1998. Cette même année, le club est remporte la distinction du Club de l'année dans le magazine France Football. L'année suivante, le RCL remporte la Coupe de la Ligue face au FC Metz.
| Compétitions nationales | Compétitions internationales |
| --- | --- |
| - Championnat de France (1) - Champion : 1998 - Vice-champion : 1956, 1957, 1977, 2002 et 2023 - Coupe de France - Finaliste : 1948, 1975 et 1998 - Trophée des champions - Finaliste : 1998 - Championnat de France D2 (4) - Champion : 1937, 1949, 1973 et 2009 - Coupe de la Ligue (1) - Vainqueur : 1999 - Finaliste : 2008 - Coupe Charles Drago (3) - Vainqueur : 1959, 1960 et 1965. - Finaliste : 1957 | - Ligue des champions (C1) - Meilleure performance : phase de groupes en 1999, 2003 et 2024 - Coupe des Coupes (C2) - Meilleure performance : 8e de finale en 1976 - Coupe UEFA (C3) - Meilleure performance : demi-finale en 2000 - Coupe Intertoto (1) - Vainqueur : 2005 |

### Bilan sportif

#### Championnat
Depuis la saison 1934/1935, Lens possède un statut professionnel. Lors de la saison 2021/2022, le club artésien sera à 60 saisons en Ligue 1 , 21 saisons en Ligue 2, et une en CFA (qui était le niveau 3 lors de la saison 69-70).
| Division | Saisons | Titres | MJ   | V   | N   | D   | BP   | BC   | +/-  |
| -------- | ------- | ------ | ---- | --- | --- | --- | ---- | ---- | ---- |
| L1       | 59      | 1      | 2158 | 785 | 584 | 789 | 3027 | 3065 | -38  |
| L2       | 21      | 4      | 734  | 340 | 209 | 185 | 1187 | 792  | +395 |

#### Coupe nationale
| Coupe                 | Participations | J  | V  | N | D  | BP | BC | +/- |
| --------------------- | -------------- | -- | -- | - | -- | -- | -- | --- |
| Coupe de la Ligue     | 25             | 59 | 34 | - | 25 | 94 | 80 | +14 |
| Coupe Charles Drago   | 12             | 63 | 50 | 7 | 6  | 92 | 50 | +42 |
| Trophée des Champions | 1              | 1  | 0  | 0 | 1  | 0  | 1  | -1  |

#### Coupes d'Europe
En Europe, Lens compte onze participations et soixante-quatre matchs de Coupe UEFA, ce qui en fait la compétition européenne la plus disputée par Lens. Le club compte douze matchs de Ligue des Champions.
La première compétition européenne pour le RCL est la Coupe d'Europe des vainqueurs de coupe lors de la saison 1975/1976 avant de s'incliner en huitième-de-finale face à l'ADO La Haye.
| Coupe                                  | Saisons | Meilleure performance | J  | G  | N  | P  | Bp  | Bc | Diff |
| -------------------------------------- | ------- | --------------------- | -- | -- | -- | -- | --- | -- | ---- |
| Ligue des champions                    | 3       | Phase de groupes      | 14 | 5  | 5  | 4  | 19  | 19 | 0    |
| Coupe d'Europe des vainqueurs de coupe | 1       | Huitième-de-finale    | 4  | 1  | 1  | 2  | 10  | 7  | +3   |
| Coupe UEFA                             | 11      | Demi-finale           | 64 | 28 | 17 | 19 | 110 | 74 | +36  |
| Coupe Intertoto                        | 3       | Vainqueur (2005)      | 12 | 7  | 4  | 1  | 21  | 8  | +13  |

#### Trophée 1906
A partir de 2025, le Racing créé une compétition amicale ayant vocation à être annuelle afin de célébrer les 120 ans de création du club. La première édition oppose le Racing à l'AS Rome et est remportée par l'équipe italienne.

### Records
Records divers
- Record de France du taux de remplissage le plus élevé : 96,13 %, lors de la saison 2000-2001[54].
- Unique club français à avoir gagné au Stade de Wembley : Arsenal - Lens : 0-1 (Ligue des champions, le 25 novembre 1998)[55].
- Plus gros transfert (achat) : Elye Wahi, de Montpellier, en 2023 pour 35M€[56].

## Personnalités

### Propriétaires
Le tableau ci-dessous énumère les différents actionnaires majoritaires qui se sont succédé à la tête du Racing Club de Lens.
| Période         | Actionnaire majoritaire                                               |
| --------------- | --------------------------------------------------------------------- |
| 1906 - 1934     | Capitaux privés                                                       |
| 1934 - 1969     | Compagnie des mines de Lens Le club est une association loi de 1901   |
| 1969 - 1988     | Ville de Lens                                                         |
| 1988 - 2011     | Gervais Martel Le club devient une SAOS en 1999 puis une SASP en 2001 |
| 2011 - 2013     | Crédit Agricole Nord de France                                        |
| 2013 - mai 2016 | Hafiz Mammadov                                                        |
| mai 2016 -      | Solferino SARL (contrôlée par Joseph Oughourlian)                     |

### Présidents
| Nom                    | Période     |
| ---------------------- | ----------- |
| Jules J. Van den Weghe | 1906 à 1907 |
| Arthur Lotin           | 1907 à 1908 |
| Jules J. Van den Weghe | 1908 à 1912 |
| Charles Douterlingne   | 1912 à 1920 |
| Fleury Pierron         | 1920 à 1923 |
| René Moglia            | 1923 à 1930 |
| M.Renou                | 1930 à 1933 |
| Jules A. Van den Weghe | 1933 à 1934 |
| Louis Brossart         | 1934 à 1957 |
| Vital Lerat            | 1957 à 1959 |
| Albert Hus             | 1959 à 1968 |
| René Houdart           | 1968 à 1972 |
| Jean Bondoux           | 1972 à 1976 |
| Jean-Pierre Defontaine | 1976 à 1979 |
| Jean Bondoux           | 1979 à 1986 |
| Jean Honvault          | 1986 à 1988 |
| Gervais Martel         | 1988 à 2012 |
| Luc Dayan              | 2012 à 2013 |
| Gervais Martel         | 2013 à 2018 |
| Joseph Oughourlian     | Depuis 2018 |

Le premier président du Racing Club de Lens se nomme Jules Joseph Van den Weghe. Il est le père d'un des joueurs fondateurs, Jules Antoine Van den Weghe.
Charles Douterlinghe, autre membre de l'équipe, devient président de 1912 à 1920, alors que le club traverse les difficiles années de la Première Guerre mondiale.
En 1923, René Moglia reprend la présidence et laisse sa marque au club en lui choisissant ses couleurs définitives, le sang et l'or.
Jules Antoine Van Den Weghe, fils de Jules Joseph Van den Weghe, devient président du RCL en 1933. Il se montre réticent à la professionnalisation du club avant d'être remplacé en 1934 par Louis Brossard, ingénieur à la Compagnie des mines de Lens. Celui-ci mène le club au statut professionnel avec le soutien de son employeur. Il reste en poste 23 ans, terminant son mandat sur deux places de deuxième du championnat de France.
Suivent ensuite Vital Lerat et Albert Hus, qui doit composer avec les baisses de budget. Entre-temps, le club retombe dans le football amateur. Le club artésien est dirigé par René Houdart, de 1968 à 1972, puis le club se reconstruit avec l'arrivée de Jean Bondoux, soutenu par son directeur sportif, Henri Trannin, et le maire de Lens, André Delelis.
Entré dans le comité de gestion en 1987, Gervais Martel accède à la présidence du RCL à la date du 24 août 1988. Âgé de 34 ans, doit sa notoriété à son hebdomadaire gratuit de petites annonces "Le Galibot". Il redresse le club, descendu en Division 2 avec un passif de 28 millions de francs, pour remonter en Division 1 en 1991, qualification en Coupe UEFA en 1995 et 1996, champion de France en 1998, vainqueur en Coupe de la Ligue en 1999, demi-finale de Coupe UEFA en 2000 et participation à la Ligue des champions en 1998-1999 et 2002-2003.
En 2004, il installe le club à La Gaillette, centre sportif à la hauteur des ambitions du club. Cependant, Gervais Martel mène le club en Ligue 2 en 2008 et 2011. Affecté par ces deux relégations, Gervais Martel songe à céder le club en 2011, avant de se raviser. Malgré son choix de rester, le Crédit Agricole Nord de France, actionnaire majoritaire du club, le pousse vers la sortie en juillet 2012.
Le Crédit Agricole Nord de France nomme Luc Dayan, ancien actionnaire du Lille OSC et président éphémère du FC Nantes et du RC Strasbourg, où il mène des actions ciblées à la demande des actionnaires en place.
En juillet 2013, Gervais Martel reprend officiellement la direction du club grâce à l'investissement de son associé azéri, Hafiz Mammadov, et son groupe Baghlan Group FCZO.
À la suite des déboires judiciaires de Hafiz Mammodov, le club est à reprendre. La société luxembourgeoise Solférino et l'Atlético Madrid reprennent les parts du club. Après une année, Gervais Martel laisse la présidence du club et Solférino reprend 100% des actions du clubs,. Arnaud Pouille devient directeur général tandis le propriétaire Joseph Oughourlian décide de récupérer la présidence du Racing Club de Lens.

### Directeurs sportifs
Le tableau ci-dessous dresse la liste des différents directeurs sportifs qui se sont succédé au Racing Club de Lens.
| Période                                             | Nom                                                    |
| --------------------------------------------------- | ------------------------------------------------------ |
| 1976 - 1988                                         | Romain Arghirudis                                      |
| 1988 - décembre 1998                                | Jean-Luc Lamarche                                      |
| décembre 1999 - octobre 2000                        | Jean-Luc Arribart                                      |
| mai 2001 - mai 2005                                 | Patrice Bergues                                        |
| juin 2005 - janvier 2008                            | Francis Collado                                        |
| janvier 2008 - mai 2011                             | Daniel Leclercq                                        |
| juin 2011 - juin 2012 juillet 2013 - septembre 2017 | Jocelyn Blanchard                                      |
| juillet 2012 - juin 2013                            | Antoine Sibierski                                      |
| septembre 2017 - avril 2019                         | Éric Roy                                               |
| mai 2019 - octobre 2022                             | Florent Ghisolfi                                       |
| octobre 2022 - octobre 2023                         | Grégory Thil                                           |
| octobre 2023 - juin 2024                            | Frédéric Hébert                                        |
| juin 2024 - mai 2025                                | Jean-Louis Leca (coordinateur sportif)                 |
| juin 2024 - mai 2025                                | Diego Lopez (responsable de la cellule de recrutement) |
| depuis mai 2025                                     | Jean-Louis Leca                                        |

### Entraîneurs
Trois entraîneurs ont remporté le Trophée UNFP du meilleur entraîneur avec Lens, Daniel Leclercq en 1998, après la conquête du championnat de France, Joël Muller en 2002, alors que son équipe était toute proche de renouveler l'exploit de 1998 tout comme Franck Haise en 2023 qui termine vice-champion de Ligue 1 à 1 point du Paris Saint-Germain.
Avant eux, Arnold Sowinski a acquis une place particulière dans l'histoire des entraîneurs lensois. Ancien gardien de but du Racing, de 1952 à 1966 (il est de l'équipe deuxième du championnat en 1956), il a très vite, avant même la fin de sa carrière, porté des responsabilités d'encadrement des jeunes joueurs du club. En 1969, il reprend l'équipe première alors que le club est au bord de la faillite : il parvient en quelques années à la faire remonter de CFA en D1, en remportant au passage un titre de champion de France de D2. Finaliste de la Coupe de France 1975 mais battu par l'AS Saint-Étienne, son Racing est cependant qualifié pour la Coupe des Coupes, sa première compétition européenne. Deuxième en 1977, le RC Lens découvre l'année suivante la Coupe UEFA. Remplacé en 1978 après la relégation inattendue du club en D2, il retrouve son poste un an plus tard, pour deux nouvelles saisons. Resté au club, il réalise par la suite deux nouveaux intérims en 1982-1983, puis en 1988.
Daniel Leclercq, ancien joueur emblématique du RC Lens entré dans l'encadrement en 1992, n'a été à la tête de l'équipe première que deux ans, mais il y a remporté les deux principaux titres du club : le championnat de France en 1998 et la Coupe de la Ligue l'année suivante. Surnommé « Le Druide » dans le milieu du football, il quitte le club au bout d'un peu plus de deux saisons, mais demeure proche de son président, Gervais Martel. Il revient le 9 janvier 2008 à la demande de Martel comme directeur technique pour soutenir l'entraîneur en place, Jean-Pierre Papin, alors que le club peine en Ligue 1. Lens n'obtient finalement pas le maintien espéré. Leclercq tire de nouveau sa révérence en mai 2011 à la suite d'une nouvelle descente en Ligue 2 du club artésien.
C'est finalement un ancien de la maison en la personne de Jean-Guy Wallemme qui permet au club de remonté dès sa première saison en Ligue 2 avec le titre à la clé. Après une saison dans l'élite où les Sang & Or parviennent à se maintenir plus que correctement, ils redescendent la saison suivante. Jean-Guy Wallemme est finalement licencié en janvier 2011 et remplacé par l'entraîneur roumain László Bölöni qui ne tiendra que six mois à la tête de l'équipe n'accrochant pas l'ascenseur pour la montée en Ligue 1.
Gervais Martel pense réaliser un gros coup lorsqu'il signe Jean-Louis Garcia qui vient de manquer de peu la montée avec le SCO Angers pour 3 saisons mais après une saison moyenne et un début de saison suivante catastrophique, l'ancien gardien est licencié par le Crédit agricole Nord de France, nouveau propriétaire depuis l'été 2012. Souhaitant réaliser le plus d'économies possibles[réf. souhaitée], la banque décide d'introniser Éric Sikora, symbole emblématique du club et entraîneur de la réserve lensoise, au poste d'entraîneur principal. Avec les moyens sportifs et financiers qui lui sont donnés, Cap'tain Siko introduit ses jeunes pousses dans l'équipe première et se maintient en parvenant à accrocher la 12e place.
Avec le retour de Gervais Martel à la direction du club et l'arrivée de son investisseur azéri, Hafiz Mammadov, Éric Sikora retrouve l'équipe réserve afin de laisser la place d'entraîneur de l'équipe professionnelle à Antoine Kombouaré en prévision de la saison 2013-2014.
| Nom                | Période                    |
| ------------------ | -------------------------- |
| Jack Harris        | 1934                       |
| Robert De Veen     | 1934-1936                  |
| John Galbraith     | 1936-1938, 1939            |
| Raymond François   | 1938                       |
| Joszef Eisenhoffer | 1938-1939                  |
| Richard Buisson    | 1939-1941                  |
| Georges Beaucourt  | 1941-1942                  |
| Anton Marek        | 1942-1947, 1953-1956       |
| Nicolas Hibst      | 1948-1950                  |
| Louis Dupal        | 1950-1953                  |
| Félix Witkowski    | 1956-1958                  |
| Karel Michlowski   | 1956-1958                  |
| Jules Bigot        | 1958-1962                  |
| Élie Fruchart      | 1962-1969                  |
| Arnold Sowinski    | 1969-1978, 1979-1981, 1988 |
| Roger Lemerre      | 1978-1979                  |
| Jean Sérafin       | 1981-1982                  |
| Gérard Houllier    | 1982-1985                  |
| Joachim Marx       | 1985-1988                  |
| Jean Parisseaux    | 1988-1989                  |
| Philippe Redon     | 1989                       |
| Marcel Husson      | 1989-1990                  |

| Nom                | Période                          |
| ------------------ | -------------------------------- |
| Arnaud Dos Santos  | 1990-1992                        |
| Patrice Bergues    | 1992-1996                        |
| Slavo Muslin       | 1996-mars 1997                   |
| Roger Lemerre      | mars 1997-1997                   |
| Daniel Leclercq    | 1997-octobre 1999                |
| François Brisson   | octobre 1999-2000                |
| Rolland Courbis    | 2000-2001                        |
| Georges Tournay    | février-mai 2001                 |
| Joël Muller        | 2001-23 janvier 2005             |
| Francis Gillot     | 24 janvier 2005-28 mai 2007      |
| Guy Roux           | 5 juin-25 août 2007.             |
| Jean-Pierre Papin  | 25 août 2007-27 mai 2008         |
| Jean-Guy Wallemme  | 27 mai 2008-2 janvier 2011       |
| László Bölöni      | 2 janvier-1er juin 2011          |
| Jean-Louis Garcia  | 1er juin 2011-24 septembre 2012. |
| Éric Sikora        | 24 septembre 2012-25 juin 2013   |
| Antoine Kombouaré  | 18 juillet 2013-30 mai 2016      |
| Alain Casanova     | 13 juin 2016-20 août 2017        |
| Éric Sikora        | 20 août 2017 - 18 mai 2018       |
| Philippe Montanier | mai 2018 - février 2020          |
| Franck Haise       | février 2020 - mai 2024          |
| Will Still         | juin 2024 - mai 2025,            |
| Pierre Sage        | Depuis juin 2025                 |

| Période                    | Nom                | Matchs | Victoires | Nuls | Défaites | % victoires | Distinction(s)                                                                           |
| -------------------------- | ------------------ | ------ | --------- | ---- | -------- | ----------- | ---------------------------------------------------------------------------------------- |
| juillet 1996 - mars 1997   | Slavo Muslin       | 28     | 8         | 6    | 14       | 28 %        |                                                                                          |
| mars 1997 - mai 1997       | Roger Lemerre      | 10     | 4         | 3    | 3        | 40 %        |                                                                                          |
| juin 1997 - octobre 1999   | Daniel Leclercq    | 102    | 55        | 17   | 30       | 54 %        | Champion de Division 1 Vainqueur de la Coupe de la Ligue Finaliste de la Coupe de France |
| octobre 1999 - mai 2000    | François Brisson   | 38     | 16        | 8    | 14       | 42 %        | Demi-finaliste de la Coupe UEFA                                                          |
| juin 2000 - février 2001   | Rolland Courbis    | 31     | 10        | 8    | 13       | 32 %        |                                                                                          |
| février 2001 - mai 2001    | Georges Tournay    | 8      | 1         | 5    | 2        | 12 %        |                                                                                          |
| juin 2001 - janvier 2005   | Joël Muller        | 161    | 67        | 45   | 49       | 42 %        | Vice-Champion de Ligue 1                                                                 |
| janvier 2005 - mai 2007    | Francis Gillot     | 128    | 55        | 41   | 32       | 43 %        |                                                                                          |
| juin 2007 - août 2007      | Guy Roux           | 7      | 1         | 4    | 2        | 14 %        |                                                                                          |
| août 2007 - mai 2008       | Jean-Pierre Papin  | 43     | 14        | 12   | 17       | 33 %        | Finaliste de la Coupe de la Ligue                                                        |
| mai 2008 - janvier 2011    | Jean-Guy Wallemme  | 106    | 43        | 26   | 37       | 41 %        | Champion de Ligue 2                                                                      |
| janvier 2011 - mai 2011    | László Bölöni      | 21     | 4         | 7    | 10       | 19 %        |                                                                                          |
| mai 2011 - septembre 2012  | Jean-Louis Garcia  | 51     | 16        | 17   | 18       | 31 %        |                                                                                          |
| septembre 2012 - juin 2013 | Éric Sikora        | 36     | 13        | 13   | 10       | 33 %        |                                                                                          |
| juillet 2013 - mai 2016    | Antoine Kombouaré  | 126    | 45        | 35   | 46       | 36 %        | Vice-Champion de Ligue 2                                                                 |
| juin 2016 - août 2017      | Alain Casanova     | 49     | 23        | 11   | 15       | 47 %        |                                                                                          |
| août 2017 - mai 2018       | Éric Sikora        | 41     | 16        | 11   | 14       | 39 %        |                                                                                          |
| mai 2018 - février 2020    | Philippe Montanier | 64     | 31        | 17   | 16       | 48 %        |                                                                                          |
| février 2020 - mai 2024    | Franck Haise       | 124    | 63        | 32   | 28       | 51 %        | Vice-Champion de Ligue 2 Vice-Champion de Ligue 1                                        |
| juin 2024 - mai 2025       | Will Still         | 37     | 16        | 7    | 14       | 43 %        |                                                                                          |
| Depuis juin 2025           | Pierre Sage        | 0      | 0         | 0    | 0        | 0 %         |                                                                                          |

### Joueurs
Éric Sikora est le joueur le plus capé de l'histoire du RC Lens[source secondaire souhaitée] ; il réalise toute sa carrière parmi les Sang et or, de 1985 à 2004, y disputant 589 matchs officiels. Le 24 septembre 2012, il prend en charge l'équipe première du RC Lens.
Parmi les capitaines du club lensois, Jean-Guy Wallemme est champion de France et finaliste de la Coupe de France en 1997-1998, Frédéric Déhu est vainqueur de la Coupe de la Ligue la saison suivante, Guillaume Warmuz est demi-finaliste de la Coupe UEFA en 2000.
La première star du club s'appelle Kid Fenton : l'Anglais, qui porte le couleurs du RC Lens de 1924 à 1932, est considéré comme le joueur lensois le plus brillant de l'entre-deux-guerres. En 1933, le départ du jeune Ignace Kowalczyk (dit « Ignace »), un futur international français, à Valenciennes accélère l'adoption par le club lensois du statut professionnel. Les buteurs du club sont alors l'Autrichien Viktor Spechtl, meilleur buteur de Division 2 en 1936-1937, puis Stefan Dembicki, dit « Stanis », auteur d'au moins 225 buts avec le club,, et auteur d'un record de seize buts lors d'un match face à Auby-Asturies. Ce dernier est surtout l'auteur des deux buts lensois en finale de la Coupe de France 1948.
La vedette lensoise dans les années 1950 est l'ailier droit Maryan Wisniewski, sélectionné en équipe de France dès ses 18 ans en 1955.
En 1958, il remporte avec les juniors lensois la Coupe Gambardella avant de participer à la coupe du monde où il est titulaire aux côtés de Raymond Kopa et Just Fontaine. Au moment de quitter le Nord pour l'Italie en 1963, il compte 314 matchs toutes compétitions confondues sous le maillot lensois (277 en championnat et 37 en Coupe de France), pour 105 buts (93 en championnat, un record qu'il partagera bientôt avec Ahmed Oudjani, meilleur buteur du championnat en 1964, et douze en Coupe).
Quelques années plus tard, ce sont les frères Georges et Bernard Lech, les deux internationaux français Guillaume Bieganski et Michel Stievenard ou encore le fidèle Bernard Placzek (487 matchs sous le maillot lensois, dont 377 en championnat) qui permettent au club de remporter quelques trophées annexes, comme la Coupe Charles Drago ou la Coupe de l'Amitié 1962.
Après un rapide retour à l'amateurisme, le club lensois peut compter sur le renfort de deux internationaux polonais, Eugeniusz Faber et Ryszard Grzegorczyk, pour retrouver l'élite et atteindre de nouveau la finale de la Coupe de France en 1975. En 1977, Lens recrute l'ailier gauche international de Valenciennes Didier Six, qui inscrit un triplé retentissant face à la Lazio de Rome en Coupe UEFA.
Dans les années 1980, l'entraîneur Gérard Houllier relance temporairement le club avec une génération de jeunes joueurs talentueux (Vercruysse, Xuereb, Sénac...), encadrée par des anciens comme Daniel Leclercq.siko
La génération suivante sera plus glorieuse : les Jean-Guy Wallemme, Guillaume Warmuz, Éric Sikora, Frédéric Déhu et Pierre Laigle intègrent l'équipe première, dont l'attaque est composée de Roger Boli et l'international australien Robbie Slater. Lens retrouve l'élite, dont Boli est le meilleur buteur en 1994. Après la Pologne, le club se tourne vers l'Afrique pour son recrutement : les internationaux camerounais Marc-Vivien Foé et ivoirien Joël Tiéhi renforcent une équipe qui retrouve l'Europe, puis les attaquants Tony Vairelles et Vladimír Šmicer. En 1997, l'équipe est confiée à Daniel Leclercq, ancien joueur emblématique du club, qui recrute notamment les offensifs Anto Drobnjak et Stéphane Ziani. La saison est historique : les Lensois atteignent la finale de la Coupe de France mais surtout arrachent au FC Metz le titre de champion. Les départs de Walleme, Drobjnak et Ziani sont compensés par les arrivées de Moreira, Rool ou encore Nouma. Les Lensois signent un exploit restés dans les mémoires : s'imposer sur le terrain d'Arsenal.
Certains joueurs ont été distingués par la presse pour leurs performances sous le maillot lensois. C'est notamment le cas de Daniel Leclercq et Jean-Guy Wallemme, lauréats de l'Étoile d'Or France-Football (récompensant le meilleur joueur du championnat de France) en 1976-1977 et 1994-1995 respectivement, ou plus récemment de Vitorino Hilton et Seydou Keita, sélectionnés dans l'équipe-type des trophées UNFP du football (en 2007 pour les deux, en 2008 pour le premier). Dans le même cadre, Vedran Runje est élu meilleur gardien de Ligue 2 en 2009.
Dans un autre registre, l'Algérien Ahmed Oudjani puis le Franco-ivoirien Roger Boli ont terminé meilleur buteur du championnat de France en 1963-1964 (30 buts) et 1993-1994 (20 buts).

#### Internationaux français
| Nom                 | Poste     | Sél. à Lens | Sél. au total |
| ------------------- | --------- | ----------- | ------------- |
| Maryan Wisnieski    | Attaquant | 33          | 33            |
| Georges Lech        | Attaquant | 16          | 35            |
| Xercès Louis        | Milieu    | 12          | 12            |
| Didier Six          | Attaquant | 11          | 52            |
| Alou Diarra         | Milieu    | 11          | 44            |
| Guillaume Bieganski | Défenseur | 5           | 9             |
| Philippe Vercruysse | Milieu    | 4           | 12            |
| Jonathan Clauss     | Défenseur | 4           | 14            |
| Ladislas Siklo      | Milieu    | 4           | 4             |
| Tony Vairelles      | Attaquant | 3           | 8             |
| Daniel Xuereb       | Attaquant | 3           | 8             |
| Brice Samba         | Gardien   | 3           | 3             |
| Pierre Laigle       | Milieu    | 2           | 8             |
| Daniel Moreira      | Attaquant | 2           | 3             |
| Didier Sénac        | Défenseur | 2           | 3             |
| François Brisson    | Attaquant | 2           | 2             |
| Edmond Novicki      | Attaquant | 2           | 2             |
| Michel Stievenard   | Attaquant | 2           | 2             |
| Frédéric Déhu       | Défenseur | 1           | 5             |
| Farès Bousdira      | Milieu    | 1           | 1             |
| Paul Courtin        | Attaquant | 1           | 1             |
| Jean Desgranges     | Attaquant | 1           | 1             |
| Raymond François    | Milieu    | 1           | 1             |
| Richard Krawczyk    | Milieu    | 1           | 1             |
| Marcel Ourdouillié  | Milieu    | 1           | 1             |

Raymond François et Edmond Novicki sont les premiers joueurs du club lensois à évoluer en équipe de France. Les deux joueurs sont titulaires le 8 mars 1936 lors de la victoire française 3-0 contre la Belgique,. Ce match est le seul effectué en sélection par François, Novicki marque lui un but lors de sa deuxième et dernière sélection l'année suivante contre l'Autriche. Le joueur lensois ayant joué le plus de rencontres avec la France est Maryan Wisniewski, sélectionné à 33 reprises entre 1955 et 1963.

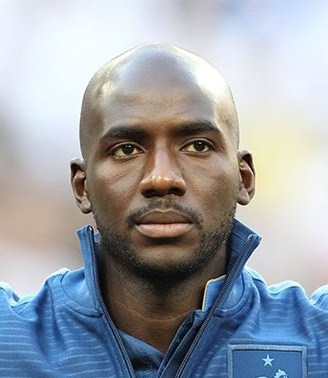
Alou Diarra en bleu.

Cinq joueurs ont participé à une coupe du monde durant leur passage à Lens[source secondaire souhaitée]. En 1958, Maryan Wisniewski joue les six matchs des Français dans la compétition et inscrit deux buts lors de la compétition qui voit la sélection tricolore terminer quatrième. Vingt ans plus tard, Didier Six joue les trois matchs de l'équipe de France éliminée au premier tour du mondial argentin. En 1986, Philippe Vercruysse et Daniel Xuereb représentent Lens dans la sélection nationale qui se classe troisième. Vercruysse joue trois matchs dont celui pour la troisième place tandis que Xuereb ne joue qu'une seule rencontre. Pour la Coupe du monde de football 1998, malgré le récent titre de Champion de France du RC Lens, aucun joueur de son effectif ne sera convié en équipe de France de football. En 2006, année où la France s'incline en finale contre l'Italie, Alou Diarra dispute deux matchs dont la finale où il entre en jeu à la 56e minute à la place de Patrick Vieira.
Maryan Wisniewski ainsi que Michel Stievenard ont été appelés pour disputer un Championnat d'Europe en tant qu'international français. Ils font tous les deux partie de la sélection pour l'Euro 1960 que la France termine à la quatrième place. Les deux joueurs participent aux deux rencontres qui se soldent par deux défaites,. Wisniewski inscrit un but contre la Yougoslavie.
En 1984, François Brisson, Didier Sénac et Daniel Xuereb font partie de l'équipe de France victorieuse au tournoi de football des Jeux de Los Angeles, grâce à deux buts inscrits par Brisson puis Xuereb. Xuereb est meilleur buteur de la compétition avec cinq buts, François Brisson marque lui à trois reprises durant ce tournoi olympique.
En 2022, Jonathan Clauss est appelé par Didier Deschamps pour affronter la Côte d'Ivoire et l'Afrique du Sud en matchs amicaux. Il est le premier joueur évoluant au RC Lens à être sélectionné en équipe de France depuis Alou Diarra en 2006.
En début d'année suivante, c'est le gardien Brice Samba, arrivé à l'été 2022, qui est appelé en Bleu pour la première fois en vue des matches qualificatifs à l'Euro 2024 contre les Pays-Bas et l'Irlande. Il profite alors des retraites internationales de Hugo Lloris et Steve Mandanda pour intégrer la sélection en tant que numéro 3. Il obtient sa première sélection en juin 2023 lors d'un match contre Gibraltar (0-1) après être devenu numéro 2 et que le titulaire se soit blessé.

## Effectif professionnel actuel
Le premier tableau liste l'effectif professionnel des Sang & Or pour la saison 2025-2026. Le second recense les prêts effectués par le club lors de cette même saison.
En grisé, les sélections de joueurs internationaux chez les jeunes mais n'ayant jamais été appelés aux échelons supérieurs une fois l'âge-limite dépassé ou les joueurs ayant pris leur retraite internationale.
note : Les numéros 12 et 17 ont été retirés par le club. En effet, le 12 représente le public lensois et le 17 le numéro que portait Marc-Vivien Foé, mort subitement le 26 juin 2003.

## Structures

### Structures sportives

#### Stades
Le stade Bollaert-Delelis, initialement nommé stade Félix-Bollaert, qui doit son nom à l'ancien directeur commercial de la compagnie des mines de Lens qui décida sa construction en 1931, est le stade du Racing Club de Lens. Dans la perspective d'un passage du club au statut professionnel, les travaux sont lancés en 1932 et le stade est inauguré deux ans plus tard.
Avant de résider à « Bollaert », le club a déménagé de nombreuses fois : initialement basé sur la place Verte (actuelle place de la République), il occupe en 1907 la « pâture Mercier », près de la fosse 2, puis le « terrain de la Gendarmerie » le long de la route de Béthune. En 1912 les Racingmen adoptent le « terrain de la Glissoire » près de la fosse 5 (à Avion). Détruit en partie lors de la Première Guerre mondiale, il n'est rouvert qu'en 1922. Deux ans plus tard, le RCL obtient l'autorisation d'utiliser le stade municipal Raoul-Briquet, où il déménage définitivement en 1927 lorsqu'il obtient le droit de l'occuper gratuitement (aujourd'hui stade Léo-Lagrange, il est utilisé par la réserve du club).
Le stade Bollaert-Delelis, avec les 41 229 places qu'il contient depuis 1998, pourrait à lui seul accueillir dans ses tribunes toute la population de la commune de Lens, qui est inférieure à 40 000 habitants.
Faisant suite aux belles années 2000 du RCL, le président Gervais Martel projette de rénover le stade et d'en agrandir la capacité à environ 50 000 places. Ce projet est mis en suspens à la suite de la relégation du club en Ligue 2 en 2008, qui ne dure qu'un an. Le stade est porté candidat pour la réception de l'Euro 2016. Le 20 mai 2011, Bollaert fait partie des neuf stades désignés. Le projet de rénovation, évalué à hauteur de 78 millions d'euros, devrait permettre de monter la capacité du stade à environ 44 000 spectateurs. En septembre 2012, l'enceinte est rebaptisée stade Bollaert-Delelis, du nom d'André Delelis, ancien maire de Lens.
Pour l'Euro 2016, le stade sera rénové et verra sa capacité diminuer à 38 233 places. Le projet de stade à 44 000 places fut abandonné par suite de la diminution du budget qui est passé de 90 millions à 70 millions.

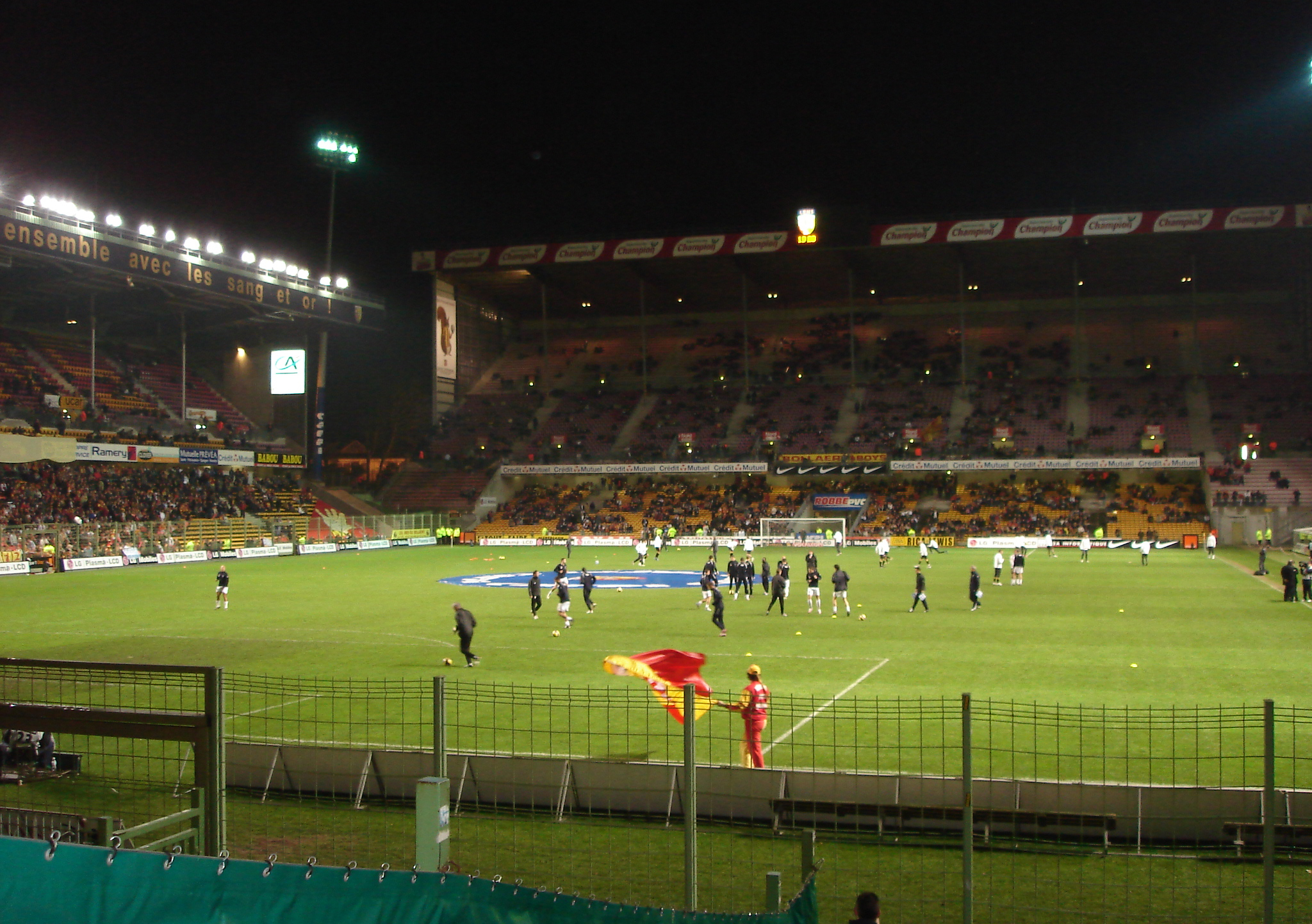
Stade Bollaert un soir de match
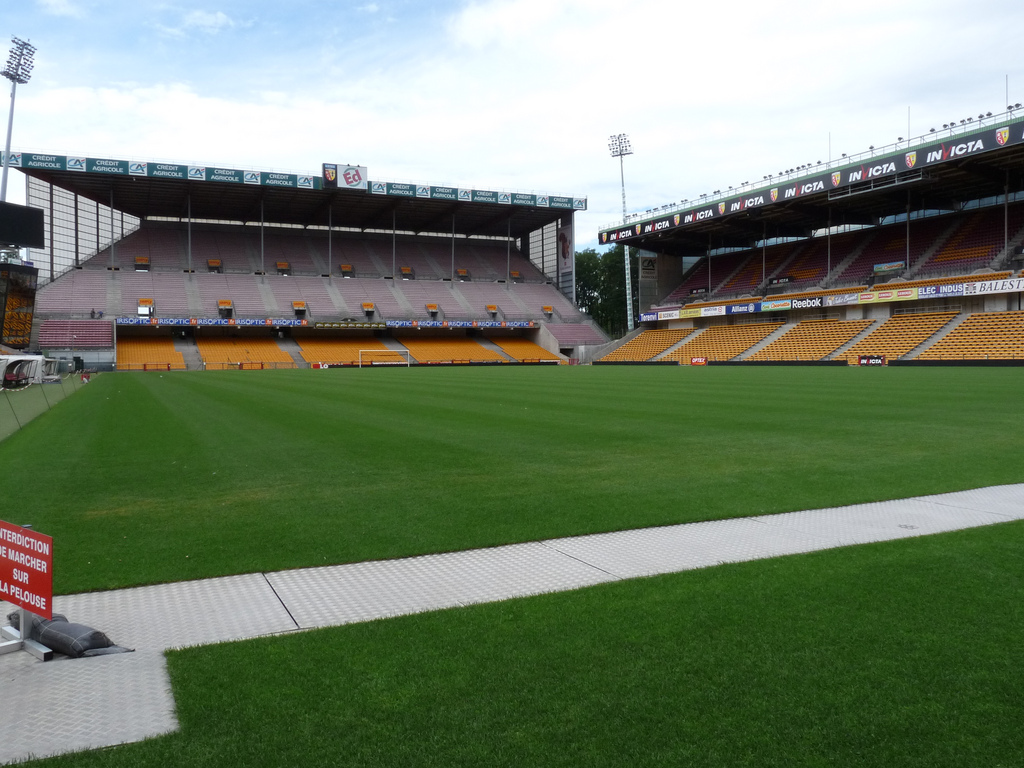
Stade vide
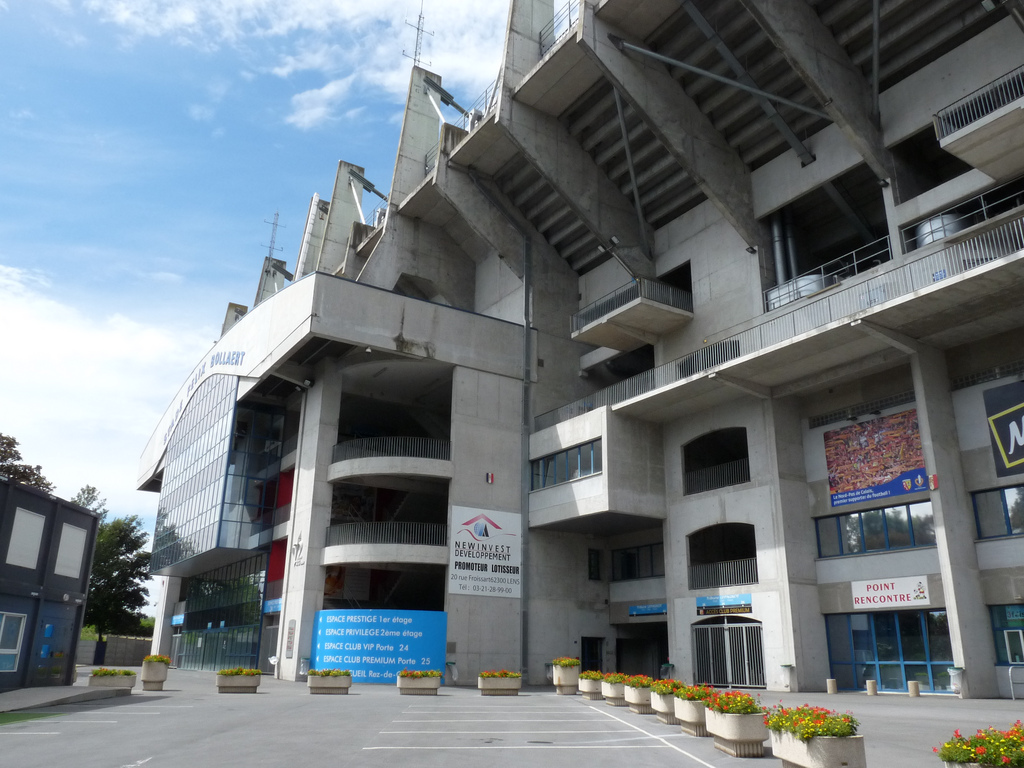
Entrée du stade
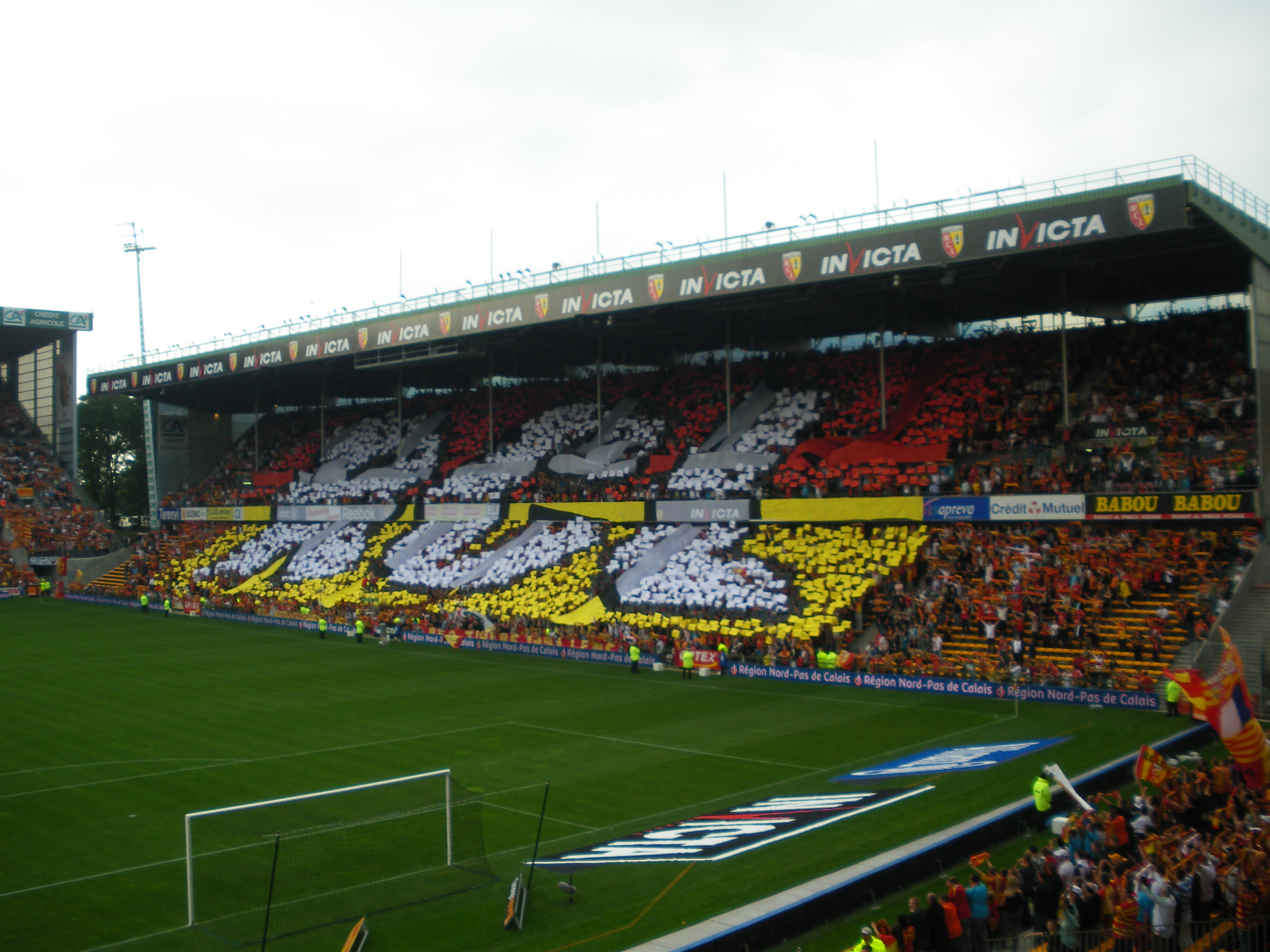
Lens-Lille en 2009

#### Centre d'entraînement et de formation

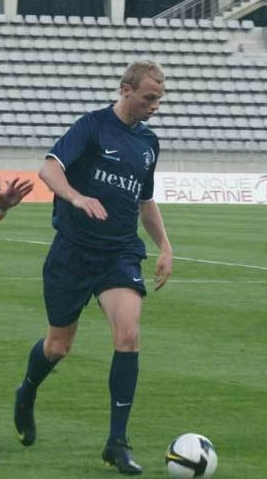
L'attaquant David Pollet, pur produit du centre de formation.

La Gaillette est le centre technique d'entraînement et de formation du Racing Club de Lens, inauguré le 10 octobre 2002 en présence du président du RCL Gervais Martel, du Ministre des sports Jean-François Lamour et du président de la LNF Frédéric Thiriez. Le centre compte douze terrains, dont notamment le Dôme, terrain couvert synthétique et chauffé de plus de 8 500 m2, un des plus grands d'Europe, ou le Wembley, dont la pelouse est identique à celle de Bollaert.
La Gaillette possède des salles de musculation, de rééducation et de récupération, un espace de balnéothérapie, un amphithéâtre de 250 places, une salle de restauration, un espace consacré à l'administration du club et à la chaîne RCL TV. Le coût total de cet équipement est évalué à 15 millions d'euros, les terrains ayant été cédés par la ville d'Avion au prix estimé par les domaines, soit 121 000 €. 

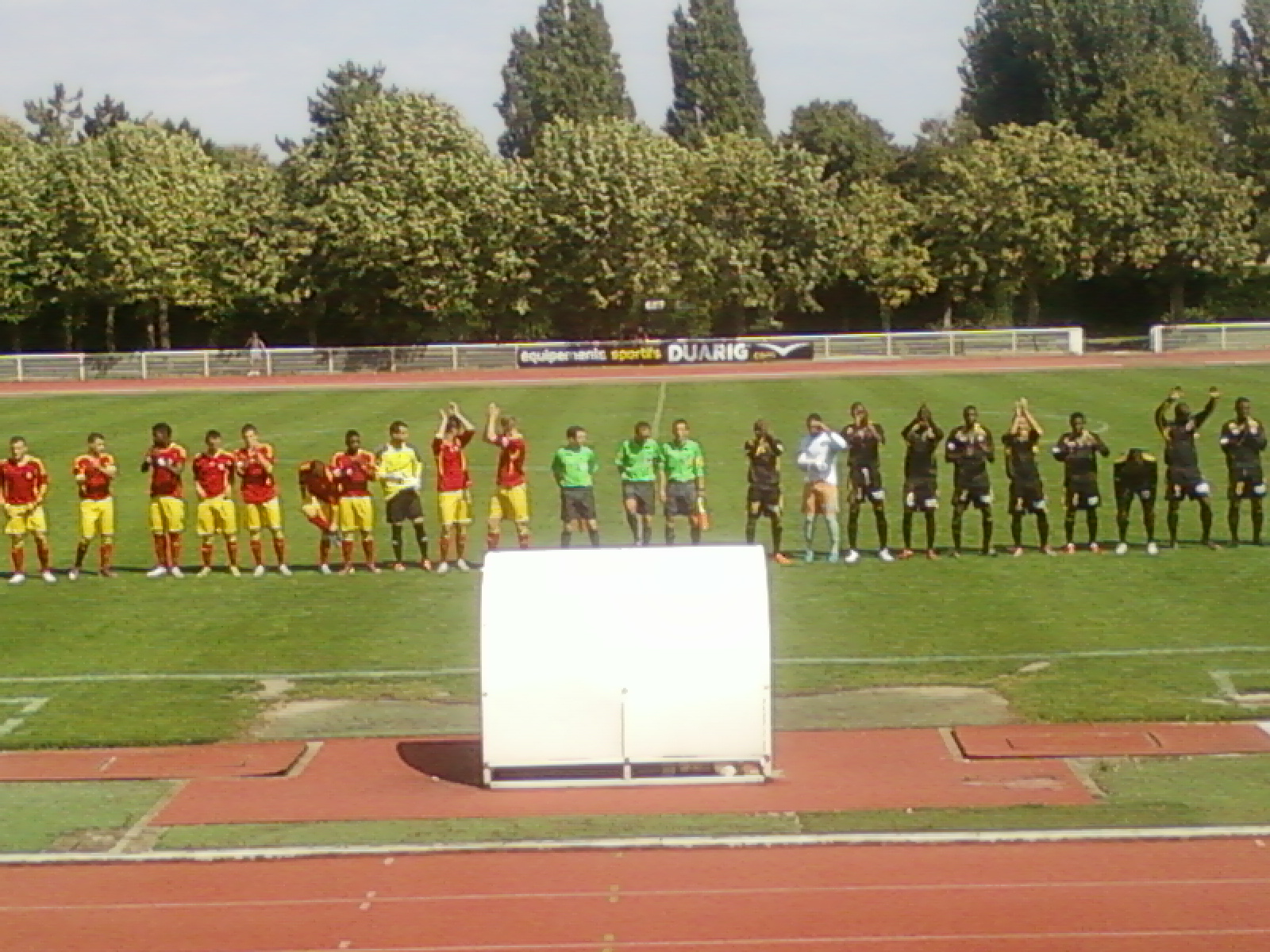
L'équipe réserve (en rouge) lors du match contre l'UJA Alfortville du 21 août 2011

Le centre est classé en 2012 au 5e rang du classement des centres de formation français établi par la Direction technique nationale (il était 12e en 2010) et se trouve confirmé dans la catégorie A, le plus haut échelon pour un centre de formation en France en ce qui concerne les moyens destinés à la formation.

### Aspects juridiques et économiques

#### Statut juridique et légal
Le RC Lens s'appuie sur deux organisations : une Société anonyme sportive professionnelle, créée avant 2002, chargée de la gestion de l'équipe professionnelle, et une association loi de 1901, affiliée à la Fédération française de football.
En 2005, le président du club Gervais Martel, via sa holding GM Finances, possède 99 % de « RCL Développement et Management », dont la SASP du RC Lens est une filiale, aux côtés d'autres filiales chargées des activités connexes au football (vente de produits dérivés, événementiel, sécurité, restauration, etc.). En juin 2011, face au risque de dépôt de bilan, Martel doit céder la majorité des parts de GM Finances au Crédit agricole Nord de France. Le Crédit agricole devient alors l'actionnaire principal du club (détenant entre 61 et 70 % de la SASP), suivi de GM Finances (27,34 %). Plus tard, en décembre 2012, GM Finances est renommé Sang et Or Finances (FSO) dans le cadre d'une augmentation de capital. Cette augmentation de capital de 15 millions d'euros est effectuée par le Crédit agricole Nord de France (CANF), ce qui porte sa participation dans le capital du club à plus de 99 %.
En 2013, Gervais Martel se lie au financier azéri Hafiz Mammadov dans le but de reprendre le club. Ceux-ci sont associés au sein d'une société par actions simplifiée, RCL Holding, créée le 27 juin 2013 et détenue à 99,99 % par Mammadov via son conglomérat Baghlan Group, le restant à Martel via sa société GIM2. RCL Holding rachète ses parts au CANF et possède alors 98,92 % de FSO, elle-même détentrice de 99,78 % de la SASP RC Lens. La société FSO est supprimée au 23 juillet 2014 avec effet rétroactif au 1er juillet 2013 et seule subsiste RCL Holding. Bien que l'actionnariat soit de 99,99 % en faveur de Mammadov, le statut juridique de RCL Holding permet de répartir différemment les droits de vote en conseil d'administration qui sont de 60 % pour Mammadov et 40 % pour Martel, qui dispose d'une minorité de blocage,.

#### Partenariats
Face aux difficultés rencontrées par le Racing aux niveaux sportif et financier, les dirigeants décident à l'été 2011 de créer un partenariat avec le KV Courtrai, dans le but « d'échanger le savoir-faire et d'optimiser les performances des deux clubs, ». Ce partenariat est validé après le transfert de Steven Joseph-Monrose, jeune joueur lensois transféré vers le club belge.
Il existe également un partenariat entre le Racing Club de Lens et le Chelsea FC à la suite de « l'affaire Kakuta ».
En mai 2013, le président Luc Dayan annonce la signature d'un partenariat entre le RC Lens et l'USA Perpignan, club de première division de rugby à XV. Il est basé sur trois points : l'organisation de stages d'avant-saison, de matches entre les deux villes, et de stages de football et de rugby destinés aux jeunes.
Le 5 avril 2023, le RC Lens s'engage avec le club arménien du Sardarapat FC dans un partenariat centré sur la formation.

#### Organigramme
Actionnaire majoritaire du Racing Club de Lens, le Crédit agricole Nord de France nomme le 2 juillet 2012 Luc Dayan au poste de président de la SASP RCL en remplacement de Gervais Martel, démissionnaire, qui n'a pas pu racheter les parts du club qu'il avait cédé à la banque un an plus tôt. Gérard Lévèque, directeur général « parachuté » par le CANF un an plus tôt, est reconduit dans ses fonctions. Le lendemain, Luc Dayan choisit Antoine Sibierski en tant que directeur sportif, qui opère plusieurs changements au sein du centre de formation.
Le 18 juillet 2013, Gervais Martel redevient président du RC Lens après s'être associé à l'Azerbaïdjanais Hafiz Mammadov pour la reprise du club. Cependant, l'homme d'affaires azéri connaît rapidement de graves problèmes financiers, qui poussent Martel à engager un nouveau processus de cession.
En juillet 2016, le club passe entre les mains de la société luxembourgeoise Solferino, représentée par ses deux actionnaires Gilles Fretigne et Ignacio Aquillo, membre du conseil d'administration de l’Atlético Madrid.
Le 30 septembre 2017, Gervais Martel quitte son poste de président du club mais reste présent au sein du comité d'administration, et Jocelyn Blanchard, directeur sportif, est limogé. Éric Roy est nommé directeur sportif et Arnaud Pouille est nommé directeur général du club.
Patrick Valcke, responsable de la communication et Dominique Regia-Corte, speaker, sont limogés de leur poste. En mai 2018, Didier Roudet quitte le club et s'engage au Stade rennais.
Le 16 juin 2018, Gervais Martel annonce se retirer de son poste de président du conseil d'administration pour laisser la place à la nouvelle direction en place. C'est donc l'actionnaire majoritaire Joseph Oughourlian qui récupère cette responsabilité.
En octobre 2022, Grégory Thil est nommé au poste de directeur sportif à la place de Florent Ghisolfi.
À l’été 2024, Joseph Oughourlian nomme l’expérimenté dirigeant Pierre Dréossi au poste de directeur général pour lancer un nouveau cycle. Celui-ci est remplacé par Benjamin Parrot en mai 2025.

### Éléments comptables

#### Transferts les plus onéreux de l'histoire du RC Lens
| Arrivées |       |                 |         |                        |
| Rang     | Année | Joueur          | Montant | Provenance             |
| 1er      | 2023  | Elye Wahi       | 35 M€   | Montpellier HSC        |
| 2e       | 2023  | Andy Diouf      | 15 M€   | FC Bâle                |
| 3e       | 2020  | Seko Fofana     | 10 M€   | Udinese Calcio         |
| 4e       | 2022  | Loïs Openda     | 9,8 M€  | Club Bruges KV         |
| 5e       | 2022  | Adam Buksa      | 9,4 M€  | New England Revolution |
| 6e       | 2024  | Anass Zaroury   | 9 M€    | Burnley FC             |
| 7e       | 2025  | Samson Baidoo   | 8 M€    | RB Salzbourg           |
| 8e       | 2025  | Jeremy Agbonifo | 7,5 M€  | BK Häcken              |
| 9e       | 2023  | Angelo Fulgini  | 7 M€    | FSV Mayence            |
| 10e      | 2025  | Florian Thauvin | 6 M€    | Udinese Calcio         |
| 10e      | 2020  | Ignatius Ganago | 6 M€    | OGC Nice               |
| 10e      | 2006  | Sidi Keita      | 6 M€    | RC Strasbourg          |
| 10e      | 2000  | Esteban Fuertes | 6 M€    | Derby County           |
| 10e      | 1999  | Olivier Dacourt | 6 M€    | Everton FC             |

| Départs |       |                    |         |                        |
| Rang    | Année | Joueur             | Montant | Destination            |
| 1er     | 2025  | Abdukodir Khusanov | 50 M€   | Manchester City FC     |
| 2e      | 2023  | Loïs Openda        | 49 M€   | RB Leipzig             |
| 3e      | 2024  | Elye Wahi          | 35 M€   | Olympique de Marseille |
| 4e      | 2022  | Cheick Doucouré    | 28 M€   | Crystal Palace FC      |
| 5e      | 2023  | Seko Fofana        | 25 M€   | Al-Nassr FC            |
| 5e      | 2025  | Kevin Danso        | 25 M€   | Tottenham Hotspur FC   |
| 5e      | 2025  | Neil El Aynaoui    | 25 M€   | AS Rome                |
| 8e      | 2025  | Facundo Medina     | 22 M€   | Olympique de Marseille |
| 9e      | 2021  | Loïc Badé          | 17 M€   | Stade rennais FC       |
| 10e     | 2025  | Brice Samba        | 15 M€   | Stade rennais FC       |
| 10e     | 2002  | El-Hadji Diouf     | 15 M€   | Liverpool FC           |

#### Budget
Historique du budget prévisionnel du RC Lens
| Saison | 2002-2003 | 2003-2004 | 2004-2005 | 2005-2006 | 2006-2007 | 2007-2008 | 2008-2009 | 2009-2010 | 2010-2011 | 2011-2012 | 2012-2013 |
| ------ | --------- | --------- | --------- | --------- | --------- | --------- | --------- | --------- | --------- | --------- | --------- |
| Budget | 58,8 M€   | 46,5 M€   | 68,9 M€   | 65,2 M€   | 67,4 M€   | 66,9 M€   | 48,4 M€   | 52 M€     | 43,8 M€   | 20 M€     | 25 M€     |
| Saison | 2013-2014 | 2014-2015 | 2015-2016 | 2016-2017 | 2017-2018 | 2018-2019 | 2019-2020 | 2020-2021 | 2021-2022 | 2022-2023 | 2023-2024 |
| Budget | 36 M€     | 21 M€     | 18 M€     | 41 M€     | 30 M€     | 35 M€     | 46 M€     | 43 M€     | 62 M€     | 62 M€     | 115 M€    |
| Saison | 2024-2025 | 2025-2026 |           |           |           |           |           |           |           |           |           |
| Budget | 68 M€     | 60 M€     |           |           |           |           |           |           |           |           |           |

#### Résultat
Le tableau suivant présente un extrait du compte de résultat du Racing Club de Lens, SASP et association réunies, depuis la saison 2002-2003[pourquoi ?]. Le club procède à la présentation de comptes consolidés depuis la saison 2005-2006.
Entre 2000 et 2002, le club fait partie du 2e quart du championnat en matières de charges (comprises entre 183 et 349 millions de francs en 2000-2001, entre 34 et 65 millions d’euros en 2001-2002).
Extrait du compte de résultat du RC Lens en millions d'euros
| Saison    | Championnat | Produits | Produits | Produits | Produits | Produits | Produits | Charges | Charges | Rés. expl. | Mutation | Rés. net |
| Saison    | Championnat | Matchs   | Spons.   | Subv.    | TV       | Merch.   | Total    | Rémun.  | Total   | Rés. expl. | Mutation | Rés. net |
| --------- | ----------- | -------- | -------- | -------- | -------- | -------- | -------- | ------- | ------- | ---------- | -------- | -------- |
| 2002-2003 | Ligue 1     | 10,3     | 18,6     | 1,4      | 34,8     | nc       | 69,2     | 24,3    | 58,9    | 10,3       | -4,5     | 3,0      |
| 2003-2004 | Ligue 1     | 7,0      | 18,9     | 1,5      | 13,5     | nc       | 44,3     | 19,4*   | 46,6    | -2,3       | -7,0     | -1,9     |
| 2004-2005 | Ligue 1     | 6,9      | 13,7     | 0,7      | 16,8     | nc       | 51,9     | 18,8    | 69,0    | -17,1      | 8,2      | -5,5     |
| 2005-2006 | Ligue 1     | nc       | nc       | nc       | nc       | nc       | nc       | 37,6    | nc      | nc         | nc       | 0,5      |
| 2006-2007 | Ligue 1     | nc       | nc       | nc       | nc       | nc       | nc       | 37,7    | nc      | nc         | nc       | 2,0      |
| 2007-2008 | Ligue 1     | nc       | nc       | nc       | nc       | nc       | nc       | 45,0    | nc      | nc         | nc       | -3,2     |
| 2008-2009 | Ligue 2     | nc       | nc       | nc       | nc       | nc       | nc       | 36,1    | nc      | nc         | nc       | -13,6    |
| 2009-2010 | Ligue 1     | nc       | nc       | nc       | 24,2     | nc       | nc       | 37,1    | nc      | nc         | nc       | -0,4     |
| 2010-2011 | Ligue 1     | nc       | nc       | nc       | 19,4     | nc       | nc       | 39,7    | nc      | nc         | nc       | -5,9     |
| 2011-2012 | Ligue 2     | 2,8      | 4,4      | nc       | 7,6      | nc       | 16,6     | 21,9    | 36,6    | nc         | 6,4      | -17,2    |
| 2012-2013 | Ligue 2     | 2,5      | 2,8      | nc       | 6,4      | nc       | 14,2     | 15,4    | 28      | nc         | -1,3     | -11,8    |
| 2013-2014 | Ligue 2     | 4,8      | 3        | nc       | 6,5      | nc       | 16,4     | 22,8    | 36,9    | nc         | -0,9     | 11,1     |
| 2014-2015 | Ligue 1     | 6,2      | 2,6      | nc       | 14,5     | nc       | 25       | 19,6    | 36,3    | nc         | 3,6      | -10,1    |

Légende : Matchs = recettes matchs avec billetterie, Spons. = sponsors et publicités, Subv. = subventions des collectivités, TV = droits audiovisuels, Merch. = merchandising, Rémun. = rémunérations du personnel, Rés. expl. = résultat d'exploitation, Mutation = résultat exceptionnel (indemnités de mutation), Rés. net = résultat net.

## Soutien et image

### Affluences
Lors de la saison 2000-2001, le RC Lens réalise sa meilleure affluence moyenne ; en moyenne 39 640 personnes ont assisté aux rencontres du club au stade Félix-Bollaert cette saison-là, où le club termine à la 14e place du championnat. La pire moyenne est réalisée lors de la saison 2020-2021 (783), en raison de la pandémie de coronavirus qui limitait tout d'abord les matchs à 5000 spectateurs avant de se voir affliger un huis-clos total.
Le record d’affluence à Bollaert est enregistré pour la réception de l'Olympique de Marseille le 15 février 1992. Les Lensois battent 2-1 les Marseillais devant 48 912 spectateurs. Ce record a été établi avant les travaux pour la Coupe du monde 1998 et ne peut plus être atteint dans la configuration actuelle du stade.

### Supporters

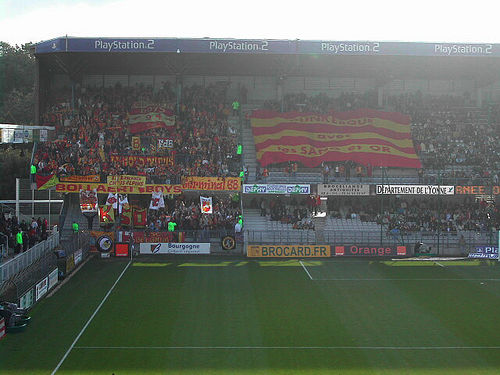
Parcage lensois lors d'un déplacement à Auxerre

Le public lensois a souvent été qualifié de meilleur en France, encourageant le club dans les bons comme les mauvais moments. Dans les années 1970, les supporteurs lensois sont reconnus pour leur « gentillesse », en opposition aux fans britanniques désignés comme des hooligans voire des « sauvages ». Le public lensois est salué pour sa chaleur, sa ferveur et son enthousiasme et est récompensé à ce titre par l'Association contre la violence dans le sport en 1976. Il est aussi désigné « Meilleur public de France » dès 1975. Depuis la création de récompenses pour les supporters, ceux du RC Lens figurent régulièrement aux premières places : ils obtiennent le Challenge du meilleur public de la LFP en 2000 et 2002 puis le championnat des tribunes de Ligue 2 en 2008-2009 et de Ligue 1 la saison suivante, des titres officiels décernés par la Ligue de football professionnel.
Depuis les années 1950, le public qui garnit le stade Bollaert n'est pas uniquement originaire de la ville de Lens ou de ses alentours. Les supporters du RCL viennent de toute la région Nord-Pas-de-Calais, les personnes résidentes à Arras, Boulogne-sur-Mer ou Calais n'hésitant pas à faire le déplacement.

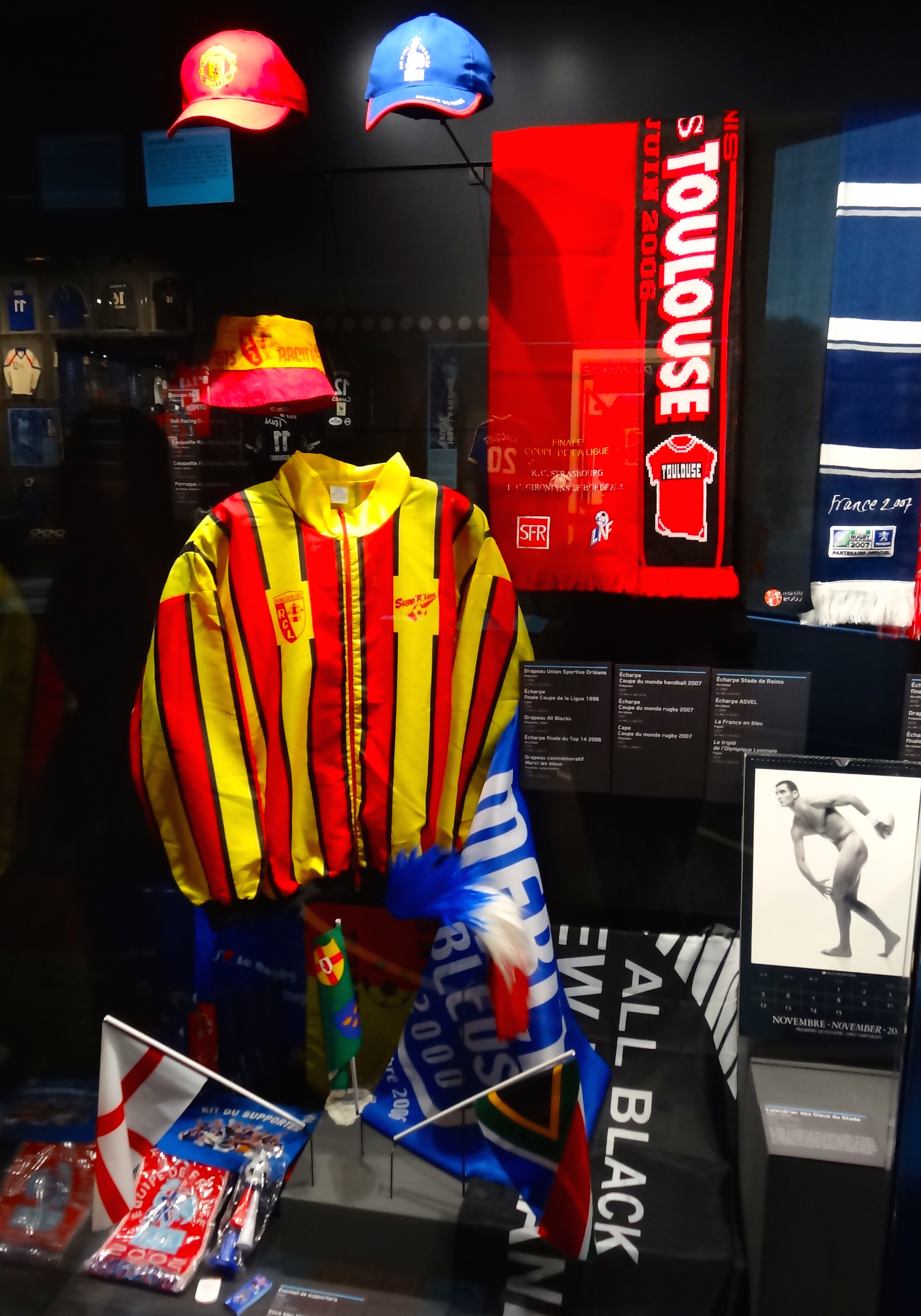
Tenue de supporter lensois (musée national du Sport)

Le premier club de supporters a été fondé en 1926 par Maurice Carton sous le nom d'Allez Lens, devenu Supporter club lensois, Supp'R'Lens en 1991 puis 12 Lensois en 2002,. Ce nom symbolise le douzième homme, et c'est dans ce sens, mais aussi pour montrer l'intérêt du club à son association de supporters, que le président du Racing Club de Lens, Gervais Martel décide de ne plus attribuer le numéro 12 à un des joueurs. Cette association de supporters compte sept mille adhérents et est présente en 2005 dans une vingtaine de départements français ainsi qu'en Belgique. À côté de ce groupe officiel figurent d'autres associations tels les Tigers ou le Kop Sang et Or, qualifiés généralement d'« ultra ». Le stade Bollaert a la particularité[source secondaire souhaitée] d'abriter le kop lensois au niveau de sa tribune latérale Tony-Marek, contrairement à l'usage des clubs autres clubs français où les associations de supporters se localisent dans les virages.
L'animation du stade est assurée par Dominique Regia-Corte, qui est également chargé des relations entre le club et les groupes de supporteurs. À l'aube de la saison 2017-2018, il est remplacé au poste de speaker par Cyril Jamet, animateur sur Horizon, la radio locale Lens - Béthune - Bruay. Puis à partir de la saison 2021-2022 par Sylvano, ancien capo de la tribune Marek, désormais speaker à chaque rencontre à domicile.

### Rivalités
Les rencontres contre le Lille OSC font partie des matchs les plus attendus de la saison par tous les supporters lensois. L'origine de la rivalité date du début des années 1930 ; le RCL était alors opposé à l'Olympique lillois (OL), les supporters de ce dernier craignant les matchs contre le RCL. La proximité entre les villes de Lens et Lille (40 kilomètres les séparent) a favorisé le développement rapide de la rivalité, qui a connu un essor notable à partir de 1937, année de l'accession du RCL en première division.
Depuis les rencontres entre le RCL et le LOSC ont pour enjeu une « suprématie régionale ». Culturellement, les matchs ont pour fond l'opposition entre la ville de Lens prolétaire et celle de Lille qualifiée de bourgeoise. La distinction sociologique entre supporters racingmen et supporters loscistes n'existe pourtant pas dans les faits. Des débordements sont parfois à signaler mais cela reste généralement au stade des railleries entre les deux camps, basés sur des clichés sociaux et la situation sportive des clubs quand ils sont en difficulté. Les statistiques entre les deux clubs sont, à l'heure actuelle, à l'avantage du LOSC ; le club lillois est plus titré que le RCL et a remporté sept derbies de plus que les Sang et Or,.
Le Valenciennes FC est un autre club phare de la région, toutefois la rivalité n'est en rien comparable avec celle du LOSC. Le passé ouvrier des deux villes crée un lien sociologique entre les supporters.
| \| RC Lens LOSC Lille ES Wasquehal CS Avion Arras FA Calais RUFC USL Dunkerque Valenciennes FC US Boulogne Le Touquet AC \| Les clubs voisins du RC Lens |
| RC Lens LOSC Lille ES Wasquehal CS Avion Arras FA Calais RUFC USL Dunkerque Valenciennes FC US Boulogne Le Touquet AC                                    |

| RC Lens LOSC Lille ES Wasquehal CS Avion Arras FA Calais RUFC USL Dunkerque Valenciennes FC US Boulogne Le Touquet AC |

| Division des clubs lors de la saison 2020-2021 | Division des clubs lors de la saison 2020-2021 |
| ---------------------------------------------- | --- |
|                                                | Ligue 1 : LOSC Lille, RC Lens Ligue 2 : Valenciennes FC, USL Dunkerque National : US Boulogne National 3 : Le Touquet AC, ES Wasquehal Division d'honneur : CS Avion, Arras FA, Calais RUFC |

### Relation avec les médias
Le président Martel fut cofondateur, avec le président de l'AS Saint-Étienne, de sa propre chaîne de télévision qui traite de l'actualité des 2 clubs, Onzéo, créé le 26 septembre 2006.
Le RC Lens possède également son propre organe de presse : Sang et Or Magazine.

### Popularité
Différents sondages montrent que le RCL est assez apprécié au niveau national, même si le club reste derrière l'Olympique de Marseille, l'Olympique lyonnais ou le Paris Saint-Germain en termes de popularité. En 2006, 3 % du panel Ipsos a répondu le Racing à la question « Quel est le club de football professionnel français que vous préférez ? », le club lensois étant cinquième dans le classement de l'institut. En 2008, le RCL est classé sixième club de l'élite préféré par les Français selon l'IFOP.
En janvier 2012, selon un sondage de La Voix du Nord, le club artésien est préféré par les habitants du Nord-Pas-de-Calais (NPDC) à 26 % et à 16 % pour l'ensemble des Français. Pour la première fois, le RCL obtient de moins bons résultats que le rival lillois (respectivement 39 % et 28 %) dans le sondage bisannuel de La Voix du Nord. Cinq mois plus tard, le baromètre ScanClub confirme cet inversement. Le Parisien publie un sondage dans lequel les résidents du NPDC se considèrent supporters d'abord du LOSC puis du RCL.
Sur les réseaux sociaux, le RCL est le club de Ligue 2 le plus suivi. En effet, il apparaît à la première place des classements des clubs de deuxième division sur Facebook et Twitter,,[Passage à actualiser]. Mais sur ce point, le RC Lens est une nouvelle fois supplanté par le rival qu'est le LOSC. Ce dernier compte plus de personnes qui « aiment » sur Facebook (888 893 personnes contre 368 877) et plus d'abonnés sur Twitter (685 000 abonnés contre 221 000) que le RC Lens.
Le Racing Club de Lens a fait une apparition dans le film de Dany Boon, le plus gros succès du cinéma français, Bienvenue chez les Ch'tis. La scène, qui montre le public lensois interpréter Les Corons, fut tournée au stade Bollaert à l'occasion du match Lens-Nice du 19 mai 2007. C'est d'ailleurs ce film qui a inspiré la « banderole » déployée par des supporters parisiens lors de la Finale de la Coupe de la Ligue 2007-2008[source secondaire souhaitée].
Dans le film Jeux d'enfants de Yann Samuell, Sergei Nimov Nimovitch (interprété par Gilles Lellouche), mari de Sophie (interprétée par Marion Cotillard), est un joueur du RC Lens (similitude des couleurs), les supporters Lensois et le stade Bollaert sont également présents dans ce film[source secondaire souhaitée].
Tout comme Bienvenue chez les ch'tis, une scène du film Chez nous de Lucas Belvaux est tournée au stade Bollaert-Delelis. L'image de l'actrice principale Émilie Dequenne, portant une écharpe sang-et-or dans les tribunes du stade, sert même d'affiche promotionnelle au film[source secondaire souhaitée].
Également dans le film Passe ton bac d'abord de Maurice Pialat datant de 1978, on[Qui ?] peut aussi apercevoir une scène dans l'enceinte mythique des Sang et Or[source secondaire souhaitée].

### Fonds de dotation Racing Cœur de Lens
Début décembre 2021, la direction du club annonce lancer un fonds de dotation baptisé Racing Cœur de Lens. Le but de cette initiative est de créer un fonds pour réunir les dotations de mécènes et contributeurs autour de quatre piliers que le club veut porter en valeurs : le sport pour tous, l'enfance, l'environnement et l'insertion sociale et professionnelle.

## Autres équipes

### Équipe féminine
L'équipe féminine du RC Lens est née en 2020 du transfert des droits sportifs du Arras Football Club féminin. Elle évolue en Division 2 et est entraînée par Sarah M'Barek.

### Équipes de jeunes
Signe de l'importance qu'a pu avoir la formation au RC Lens, ses équipes de jeunes ont remporté un certain nombre de titres nationaux, et notamment trois fois la Coupe Gambardella en 1957, 1958 et 1992.
Le magazine France Football récompense sa « politique de jeunes » en 1966 et 1977. Le club remporte également le challenge du meilleur club de jeunes en 1983[réf. nécessaire].
| Compétitions internationales                                                                         | Compétitions nationales | Compétitions régionales |
| --- | --- | --- |
| - Danone Nations Cup (1) : - Vainqueur : 2013, - European Futsal Cup (- 11 ans) : - Vainqueur : 2016 | - Coupe Gambardella (3) : - Vainqueur : 1957, 1958 et 1992 - Finaliste : 1979, 1983, 1993, 1995 et 2016 - Championnat de France -19 ans (1) : - Vainqueur : 2009 - Championnat de France -17 ans (1) : - Vainqueur : 2012 - Finaliste : 2009 - Championnat national des Cadets (4), : - Vainqueur : 1978, 1981, 1985 et 1986 - Finaliste : 1983 - Tournoi des centres de formation, - Vainqueur : 2003, 2006 et 2011 | - Tournoi international de Rezé (- 19 ans) : - Vainqueur : 1992, 1996 et 2008 - Eurofoot de Dourges (- 19 ans) : - Vainqueur : 2011 |

### Cécifoot
Le Racing Club de Lens dispose à partir de 2018 d'une équipe de cécifoot par regroupement entre le club lensois et la section de cécifoot préexistante dans la formation voisine de l'AS Violaines,.